# 马达加斯加
马达加斯加共和国，简称马达加斯加，前称马尔加什共和国，是位于非洲东南部近海的印度洋岛屿国家，领土包括世界第四大岛马达加斯加岛及其周边多个小岛。与法国在印度洋诸岛主权问题上存在争议。冈瓦那超大陆在早侏罗纪解体后，马达加斯加岛在约8800万年前从印度板块分裂，当地的原生动植物因此得以在相对隔离的自然条件下演化。马达加斯加也因此成为生物多样性热点地区，80%的野生动植物都是该国独有。但是，岛上多样化的生态系统和独特的野生动植物种类也日益受到迅速增长人口侵占的威胁。
公元前350年到公元550年间，南岛民族从婆罗洲乘浮架独木舟前来，马达加斯加开始有人类定居。公元1000年左右，班图人穿越莫桑比克海峡移居此地。随着时间的推移，其他多个族群陆续前来当地定居，每个族群都在地方文化中留下持久的风景线。马达加斯加族群通常可以划分成18或更多个较小的族裔团体，其中又以中部高地的梅里纳人所占规模最大。马达加斯加岛曾长期由零散的社会政治联盟统治。从19世纪开始，岛上大部分地区都由一系列部落首领统一成伊默里纳王国加以统治。1897年，该岛成为法兰西殖民帝国的一部分，君主政体随之土崩瓦解，之后一直到1960年才获得独立。独立后的马达加斯加称为马尔加什共和国，史称“第一共和国”。1975年12月21日，改国名为马达加斯加民主共和国，史称“第二共和国”。1992年8月19日，举行全民公投，通过“第三共和国宪法”（同年9月12日生效），改国名为马达加斯加共和国。2009年，经选举上台的总统马克·拉瓦卢马纳纳在2009年的民众起义中被迫辞职，总统权力于2009年3月移交安德里·拉乔利纳，国际社会普遍认为此举乃是一场政变。
二十世纪以来，马达加斯加文化由来自东非、欧洲、东南亚等不同背景的移民塑造，创造了当前的多元的马达加斯加社会。这个拥有超过2800万居民的国家在文化上非常多样化，是非洲少数流行南岛语言的国家，该国使用两种官方语言，马达加斯加语和法语。生态旅游和农业是该国的支柱产业，对教育、卫生和民营企业提供更多投资则都是马达加斯加发展战略的关键要素。在拉瓦卢马纳纳的统治下，这些投资使该国经济大幅增长，但利益的分配存在失衡，导致贫困人口和中层阶级间因生活成本的逐渐提高和生活水平的不断下降而关系紧张。根据联合国标准，马达加斯加属于最不发达国家，其中90%日均收入不到2美元。马达加斯加属联合国、非洲联盟、南部非洲发展共同体和法语国家及地区国际组织成员国。

## 词源
马达加斯加语称马达加斯加岛，居民叫“马达加斯加人”。岛名“马达加斯加”并非源于当地，而是在中世纪由欧洲人将之普及。13世纪威尼斯探险家马可·波罗在回忆录中首次记录下一词，他混淆了该岛和索马里港口摩加迪休。1500年圣劳伦斯节这天，葡萄牙探险家第奥古·迪亚士登岛并将其命名为（圣洛伦索），不过由于文艺复兴时候的地图上选择采用马可·波罗的命名，因此其名称得到推广。当地人使用的马达加斯加语中没有出现过比更早、用来指代马达加斯加岛的名称，不过有些部落已经有称呼其所居住地区或是整个岛屿的名词。
汉语“马达加斯加”（岛）一词可能首先由清代来华英国基督教传教士伟烈亚力译自英语，始见于咸丰七年（1857年）《六合丛谈》第四期；除此之外，还有“馬他牙士里”（魏源，1841）、“马大狎甲”（魏源，1841）、“马达加斯”、“马达加司加”（上海徐汇报馆教士，1903）、“麦得斯加”（见于1915）、“麦达喀斯加”（见于1934）等译名。在1950年代以后基本确定为“马达加斯加”（岛）。

## 历史

### 早期

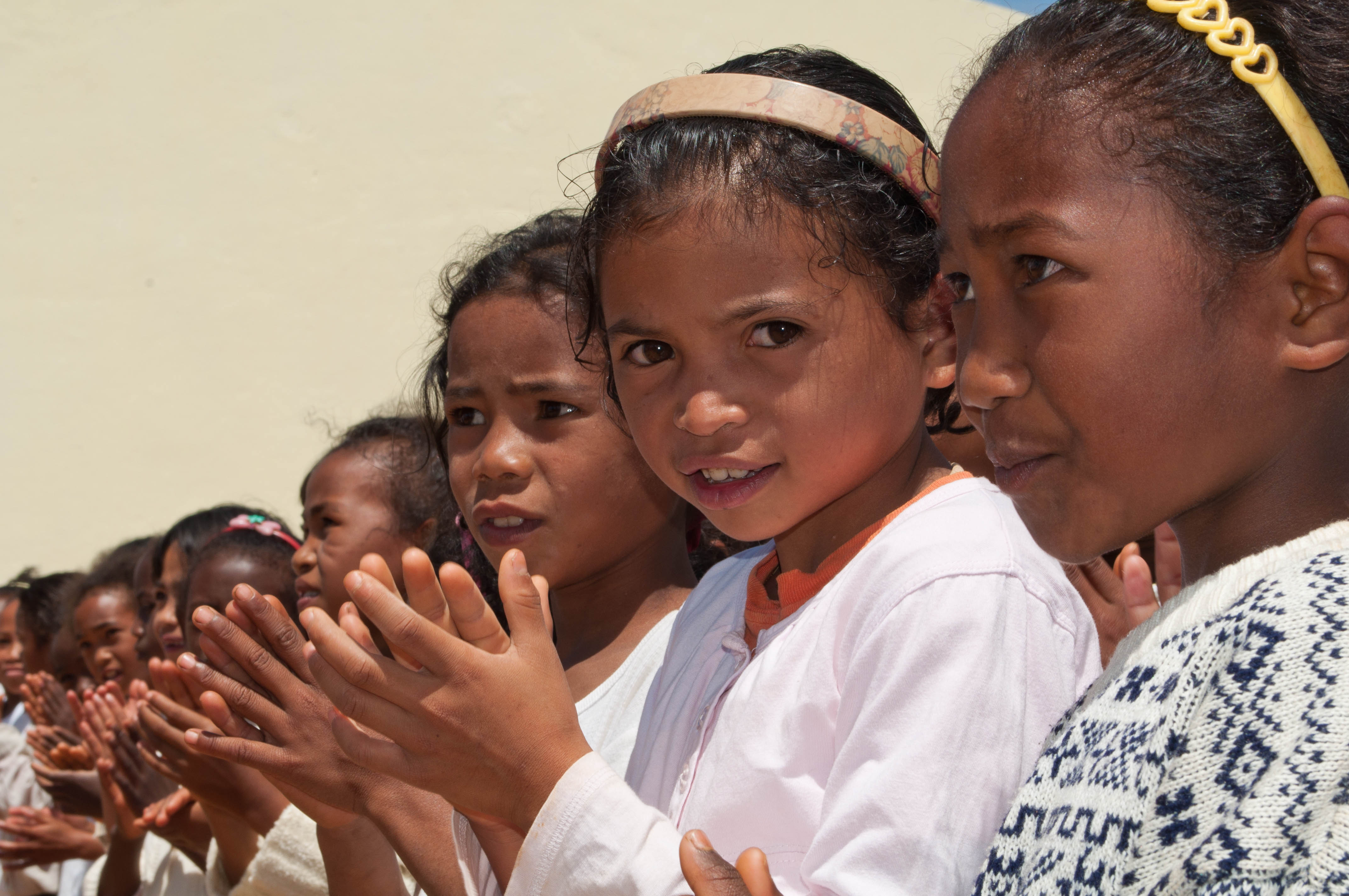
马达加斯加人的祖先呈现出南岛民族（东南亚）和班图人（东非）的共同特征

大部分考古学家估计，人类最早出现在马达加斯加的时间是公元420年（或公元250至590年），但也有人估计这里最早的定居者是于公元前350年到公元550年间分多批来到岛上，还有一些考古学家对公元420年以前的情况持谨慎态度。无论以哪种情况考量，马达加斯加都是地球上人类定居时间最晚的主要陆地之一。早期定居者乘浮架独木舟从婆罗洲南部前来，通过遗传学方法估计其最初人口规模约在60至200人之间。但在现代马达加斯加人的男性和女性中，有约半数人的与非洲黑人间存在着千丝万缕的联系。来到岛上后，早期居民通过砍伐和焚烧清除沿海雨林，以便从事农业种植。首批定居者接触到马达加斯加的大量巨型动物，如巨型狐猴、象鸟、巨型马岛长尾狸猫和马达加斯加河马，这些动物之后都因遭到捕杀及栖息地受破坏而灭绝。到公元600年左右，这些早期定居者群体已经开始清除中部高地的森林。阿拉伯人于公元7到9世纪间首次来到岛上。公元1000年左右，一批操班图语言的移民从非洲东南部来到岛上，还带来了瘤牛，这是一种长有驼峰的群居长角牛。
到1600年时，中部高地的贝齐寮人王国开始出现灌溉水田，一个世纪后，梯田已扩展到邻近的整个伊默里纳王国。17世纪时，土地耕种和瘤牛放牧需求不断增加，在很大程度上把中部高地的森林生态系统转变成草原生态系统。大约在600至1000年前来到中部高地的梅里纳人在口述历史中称，他们的先辈曾在这里碰到已经在此定居的瓦赞巴（Vazimba），这些人可能是在更早时期来到马达加斯加，但技术上较为落后的南岛民族后裔。16世纪到17世纪上半叶，瓦赞巴在梅里纳人国王安德里亚马内罗（Andriamanelo）、拉兰博（Ralambo）和安德里亚恩扎克（Andrianjaka）统治时期不是被同化，就是遭驱逐出了中部高地:24-25。如今，许多传统马达加斯加群落都将瓦赞巴神明尊称为，意为“土地主人的先祖”。

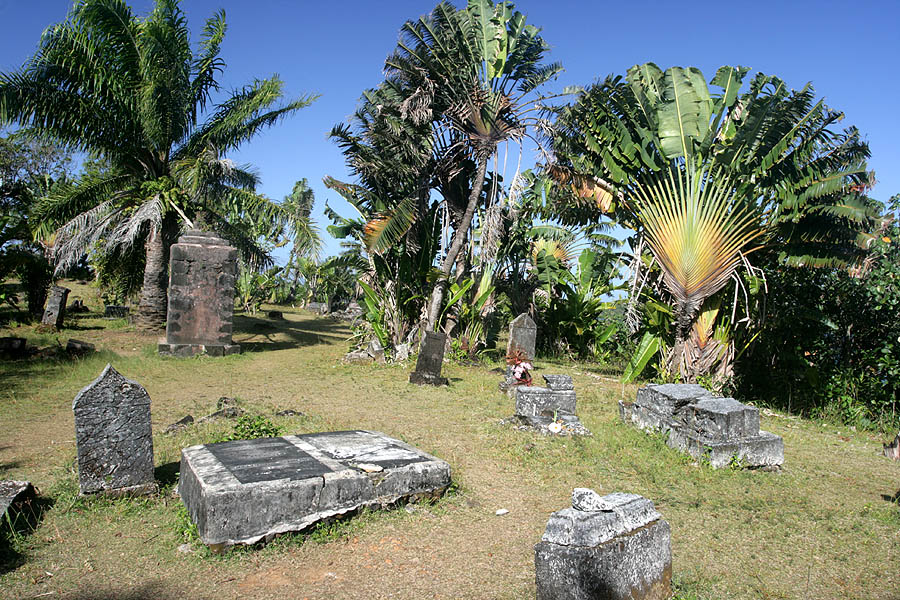
布拉哈岛上的海盗墓地

人类定居马达加斯加后，该岛在早期的几个世纪里一直都是印度洋重要的跨洋贸易枢纽。阿拉伯人在公元10世纪或更早的时候已经沿西北海岸建立了多个贸易站，他们还开始马达加斯加的文字记载历史。阿拉伯人带来伊斯兰教、阿拉伯文字（用来以书面形式转写马达加斯加语，人称）、阿拉伯占星术等多种文化元素。1500年，葡萄牙船长第奥古·迪亚士看到这座岛，这也是欧洲人首次接触马达加斯加。17世纪下半叶，法国人沿该岛东海岸建立多个贸易站。
大约从1774年开始一直到1824年间，马达加斯加成为海盗和欧洲商人的重要据点，其中又以那些涉足跨大西洋奴隶贸易者为甚。一些历史学家认为，马达加斯加东北近海的布拉哈岛就是传说中的海盗乌托邦莱伯塔利（Libertalia）:16。许多欧洲水手都在该岛沿岸遭遇船难，罗伯特·德鲁里（Robert Drury）就是其中之一，他的日志是18世纪为数不多的几部描写马达加斯加南部生活的文学作品之一。通过海上贸易获得的财富刺激岛上有组织王国的兴起，有一些到17世纪时已经发展得相当强大，其中包括东海岸的贝齐米萨拉卡人联盟和西海岸梅纳贝与博伊纳（Boina）的萨卡拉瓦人酋邦。大约也就在同一时期，中部高地还出现以塔那那利佛为首都，受国王安德里亚门尼罗统治的伊默里纳王国。

### 马达加斯加王国

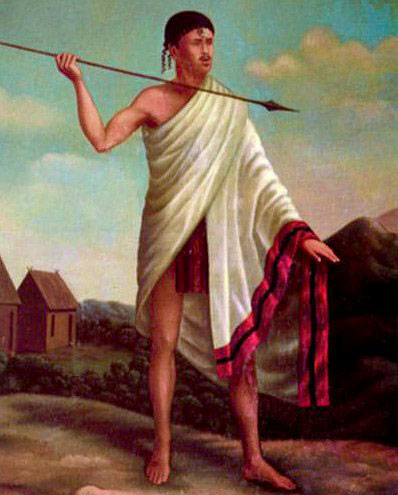
梅里纳人国王安德里亚南普伊奈梅里纳（1787至1810年在位）

17世纪初，梅里纳人建立了伊默里纳高地王国，与各个沿海王国相比，这个王国起初很弱小。18世纪初，国王安德里亚马辛纳瓦罗纳（Andriamasinavalona）将王国分成四份，分别交给自己的四个儿子，整个王国因此更加衰弱。经过近一个世纪的交战和饥荒，国王安德里亚南普伊奈梅里纳重新统一了伊默里纳王国。王国起初的首都是安布什曼加，之后迁至塔那那利佛。在安德里亚南普伊奈梅里纳的统治下，伊默里纳王国迅速壮大并吞并周围的公国。他统一全岛的志向基本上是由儿子兼继承人拉达马一世（Radama I）完成，大英帝国政府尊称拉达马是马达加斯加国王。拉达马与大英帝国驻毛里求斯总督于1817年缔结条约，废除利润丰厚的奴隶贸易，以换取英国的军事和财政援助。从1818年起，来自伦敦传道会的工匠、传教士和使节陆续抵达，其中包括詹姆斯·卡梅隆（James Cameron）、大卫·琼斯（David Jones）和大卫·格里菲斯（David Griffiths）在内的关键人物，他们在此建立学校，用罗马字母转写马达加斯加语，翻译《圣经》，还给岛上带去许多新的技术:413-422。
女王腊纳瓦洛娜一世（1828至1861年在位）继承拉达马一世的王位后，面对英国不断变本加厉的政治和文化侵占作出强烈的反应，她颁布旨令，禁止基督教在马达加斯加传播，并通过施压迫使大部分外国人离境。继续留在伊默里纳生活的让·拉博德（Jean Laborde）为岛上的封建王朝发展军工和其他行业；还有法国冒险家和奴隶贩子约瑟夫·弗朗索瓦·兰伯特（Joseph-François Lambert），他与当时的王子拉达马二世签署一项名为《兰伯特约章》，但存在争议的贸易协定。拉达马二世（1861至1863年在位）继承母亲的王位后试图缓和女王的严厉政策，然而，试图给君主绝对权力划上句点的总理赖尼沃尼纳希特里尼奥尼（Rainivoninahitriniony，1852至1865年就职）与伊默里纳王国（贵族）和荷瓦（Hova，平民）组成的联盟在他即位仅两年后发动政变，推翻拉达马二世的统治。事后，臣民表示愿意接受拉达马二世的王后腊佐赫里纳统治，前提是她必须与总理进行政治联姻，与其分享权力:124-126。拉苏赫琳娜接受这样的安排，先是嫁给赖尼沃尼纳希特里尼奥尼，之后又将其罢免，再嫁给他的弟弟，新任总理赖尼莱亚里沃尼（1864至1895年就职），赖尼莱亚里沃尼之后又相继迎娶腊纳瓦洛娜二世（Ranavalona II，1868至1883年的女王）和腊纳瓦洛娜三世（Ranavalona III，1883至1897年的女王）。
赖尼莱亚里沃尼担任总理的超过31年时间里，王国通过了许多政策来巩固中央政府权力，并令政府逐步现代化。岛上各地都建立了学校并实行强制入学。军队的组织结构得到改善，还聘请了英国顾问来训练士兵，令军人职业化:522-524。多配偶制受到取缔，基督教于1869年成为皇室的官方信仰，从此与传统信仰一起拥有越来越多的信众。法律法规以英国普通法系为基础进行改革，首都还建立三个欧式法院:522-524。此外，武装部队总司令赖尼莱亚里沃尼还成功击退法国的多次殖民入侵:522-524。

### 法国殖民地时期
1883年，法国入侵马达加斯加，第一次马达加斯加战争爆发，其主要原因是因为《兰伯特约章》没有得到伊默里纳王国的尊重。战争结束后，马达加斯加把北部港口城市安齐拉纳纳割让给法国，并向兰伯特的继承人赔偿56万法郎。1890年，大英帝国接受法国对岛上的殖民统治，但马达加斯加政府并不承认法国的权威。为了迫使岛国屈服，法国先后在1894年12月和1895年1月分别炮轰并占领东海岸的图阿马西纳和西海岸的马哈赞加。接下来一支法国快速突击部队朝塔那那利佛进发，一路上因患上疟疾及其他疾病导致损失惨重。之后法国从阿尔及利亚和撒哈拉以南非洲派来增援。1895年9月，部队到达城外，以猛烈炮火攻击王宫，造成大量人员伤亡，腊纳瓦洛娜三世女王因此被迫投降:529。法国于1896年吞并马达加斯加，并在次年宣布该岛为殖民地，伊默里纳王国随之土崩瓦解，王室也被流放到留尼汪和阿尔及利亚。当地还组织进行为期两年的抵抗运动，但很快就受到镇压，在1897年底销声匿迹:532。
进入殖民统治期后，马达加斯加出现各种出口作物的种植园。岛上于1896年废除奴隶制，但因此解放的多达50万奴隶仍然选择留在前主人的家里当佣人。首都塔那那利佛铺就宽阔的林荫大道，还建成多处人群聚集场所，原本的皇宫大院也辟为博物馆。岛上建立了更多的学校，特别是在梅里纳人之前尚未到达的农村和沿海地区。6至13岁儿童需强制入学，主要学习法语和实践技能。以劳动形式缴纳税款的梅里纳王室传统在法国人统治时期得以保留，用于修建主要沿海城市到塔那那利佛之间的铁路和公路。第一次世界大战期间，马达加斯加人组成的军队为法国作战。二十世纪30年代，纳粹政治思想家构想了马达加斯加计划，计划把欧洲的犹太人都驱逐到这座岛上。第二次世界大战期间，维希政府和英国在岛上展开马达加斯加战役。二战期间德国对法国的占领损害了马达加斯加殖民政府的威信，当地的独立运动开始日益增长，最终在1947年爆发了马达加斯加起义。这一运动促使法国于1956年根据海外改革法案对机构进行重整，马达加斯加也从此和平地走向独立。1958年10月14日，马尔加什共和国宣告成立，是法兰西共同体中的自治国。1959年宪法通过结束了临时政府时期，1960年6月26日，马尔加什共和国完全独立。

### 独立后

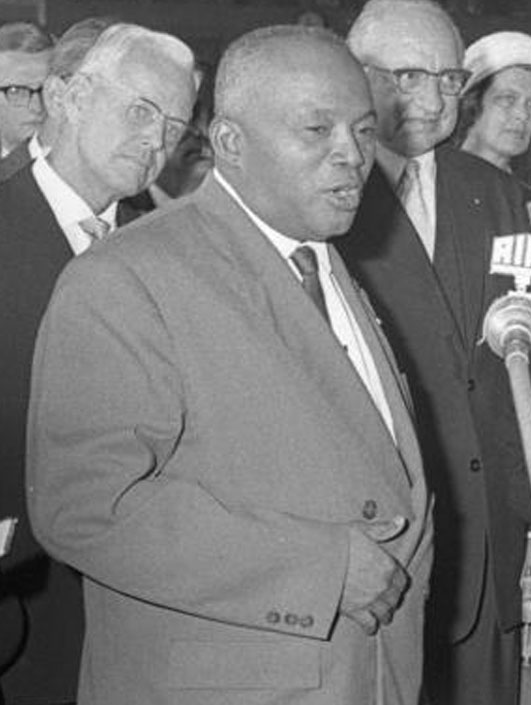
首任马达加斯加总统菲利贝尔·齐拉纳纳（1960至1972年任职）

重新取得独立后，马达加斯加已经历四个不同的共和国时期，其中每次都伴随着对宪法的相应修订。1960至1972年是第一个共和国时期，由法国委任的总统菲利贝尔·齐拉纳纳领导，其根本特点是在经济和政治上都与法国保持着强烈的联系。许多高级技术职务都由法籍人士出任，全国各地的学校继续沿用法语教师、教材和课程。齐拉纳纳这种“新殖民主义”统治激起民众的怨恨，引发一系列的农民和学生抗议活动，最终在1972年推翻他的政府。
同年，陆军少将加布里埃尔·拉马南楚阿成为临时总统兼总理，但由于缺乏民意支持，他被迫于1975年下台。继任的里夏尔·拉齐曼德拉瓦上校（Richard Ratsimandrava）仅6天后就遭刺杀。接下来吉尔·安德里亚马哈佐（Gilles Andriamahazo）执政四个月时间后又由海军中将迪迪安·拉齐拉卡取代，马达加斯加在后者于1975至1993年任职期间更名为马达加斯加民主共和国，属社会主义国家。这段时间里，该国政治路线上向东方集团看齐，经济上逐渐与世隔绝。这些政策加上第一次石油危机引起的经济压力，导致国家经济迅速崩溃，生活水平也急剧下降，整个国家于1979年完全破产。拉齐拉卡领导的社会主义政府接受国际货币基金组织和世界银行有关改善透明度、反腐败措施和自由市场政策的条件，换取对其支离破碎国家经济的救助。
拉齐拉卡的民众认可度在1980年代后期逐渐萎缩，并于1991年总统卫队在一次集会上向手无寸铁的抗议群众开火时达到临界点。由阿尔贝·扎菲（Albert Zafy）领导的过渡政府在两个月时间内就已建立起来，扎菲在1992年的总统大选中获胜，开创马达加斯加第三共和国。新的马达加斯加宪法建立多党民主和权力分离的政治体制，国民议会拥有很大的权力。新宪法还强调人权、社会和政治自由，以及自由贸易。但是，扎菲在任期间，马达加斯加经济衰退，他本人也受到腐败指控，还曾试图通过立法授予自己更大的权力。扎菲于1996年受到弹劾，诺贝尔·拉齐拉胡纳纳（Norbert Ratsirahonana）在新一届总统大选前三个月时获得任命成为临时总统。拉齐拉卡以权力下放和经济改革为竞选纲领在选举中胜出，开始自己从1996至2001年的第二个任期。
充满争议的2001年总统大选以当时的塔那那利佛市长，马克·拉瓦卢马纳纳获胜告终，但也导致他和拉齐拉卡两人的支持者之间出现一场长达7个月的对峙。拉瓦卢马纳纳上台后实行循序渐进的经济和政治政策，逐渐消除政治危机对经济产生的负面影响，这些政策鼓励教育和生态旅游上的投资，向外国直接投资提供便利，还致力于培养区域和国际上的贸易伙伴。拉瓦卢马纳纳执政期间，马达加斯加的国内生产总值年均增速达到7%，但他第二个任期的后几年也因日益专权和腐败而受到国内和国际观察员的批评。
反对派领导人，当时的塔那那利佛市长安德里·拉乔利纳于2009年初领导一场民众起义，拉瓦卢马纳纳被迫交出权力，但这一过程因程序上与宪法不符而被冠以“政变”之名，受到国际社会的普遍谴责。2009年，最高法院宣布拉乔利纳为最高过渡政府总统，这一临时管理机构主要负责操办总统选举，并在这一期间维持国家的正常运转。2010年，马达加斯加经全民公决通过新的宪法，建立第四个共和国，其中延续之前宪法中建立的民主、多党政治结构。2013年10月25日，马达加斯加举行首轮总统和议会选举，第二轮总统大选在2013年12月20日举行，结果于2014年1月7日公布，埃里·拉乔纳里马曼皮亚尼纳以53.5%的得票率当选为新的总统。

## 地理
马达加斯加国土面积为59万2800平方公里，在世界各国中名列第47位，也是世界第四大岛。该国大部分领土位于南纬12°到26°，东经43°到51°之间。邻近岛屿包括东面的留尼汪和毛里求斯，以及西北方向的葛摩和马约特。西面的莫桑比克是距马达加斯加最近的大陆国家。
约1.35亿年前，冈瓦那超大陆解体，马达加斯加、南极和印度陆块与非洲—南美陆块分离。马达加斯加之后又在约8800万年前与印度分离，岛上的动植物因此得以在相对隔离的自然条件下演化。马达加斯加东海岸沿线存在一条狭长险峻的陡崖，这里有着岛上保留的大部分热带低地森林。
陡崖所在山脊以西是位于岛屿中部的高原，海拔高度在750到1500米之间。这一中部高地是梅里纳人的传统家园和其历史古都塔那那利佛所在地，也是岛上人口最稠密的地区，这里的地势以梯田为主，长满草地的山地和丘陵之间的山谷中种有水稻，其间还穿插有曾一度覆盖大片高原地区的半湿润森林。高地以西地形逐渐干燥，地势向沿海地区的莫桑比克海峡和红树林沼泽倾斜。
马达加斯加最高的几座山峰分别位于三大高原地块：马鲁穆库特鲁山高2876米，位于察拉塔纳纳山，是岛上的地理最高点；其后是座落在安德林吉特拉国家公园的波比峰，高2658米；再是位于安卡拉特拉山上的齐亚法扎武纳山，高2643米。东部的潘加兰运河由一连串人工和天然湖泊经法国人建造的内陆运河连接而成，全长约600公里，与东部海岸线基本平行。岛的西面和南部属于中部高地的雨影区，这里有干燥落叶林、多刺灌木林以及沙漠和旱生灌丛。由于这些地区人口密度较低，马达加斯加的干燥落叶林与东部雨林和中部高地的原始林地相比都保存得更好。该国西海岸有很多受到保护的海港，但是，流经广阔西部平原的多条河流因内陆侵蚀作用带来大量沉积物，给这些海港造成很大麻烦。

### 气候

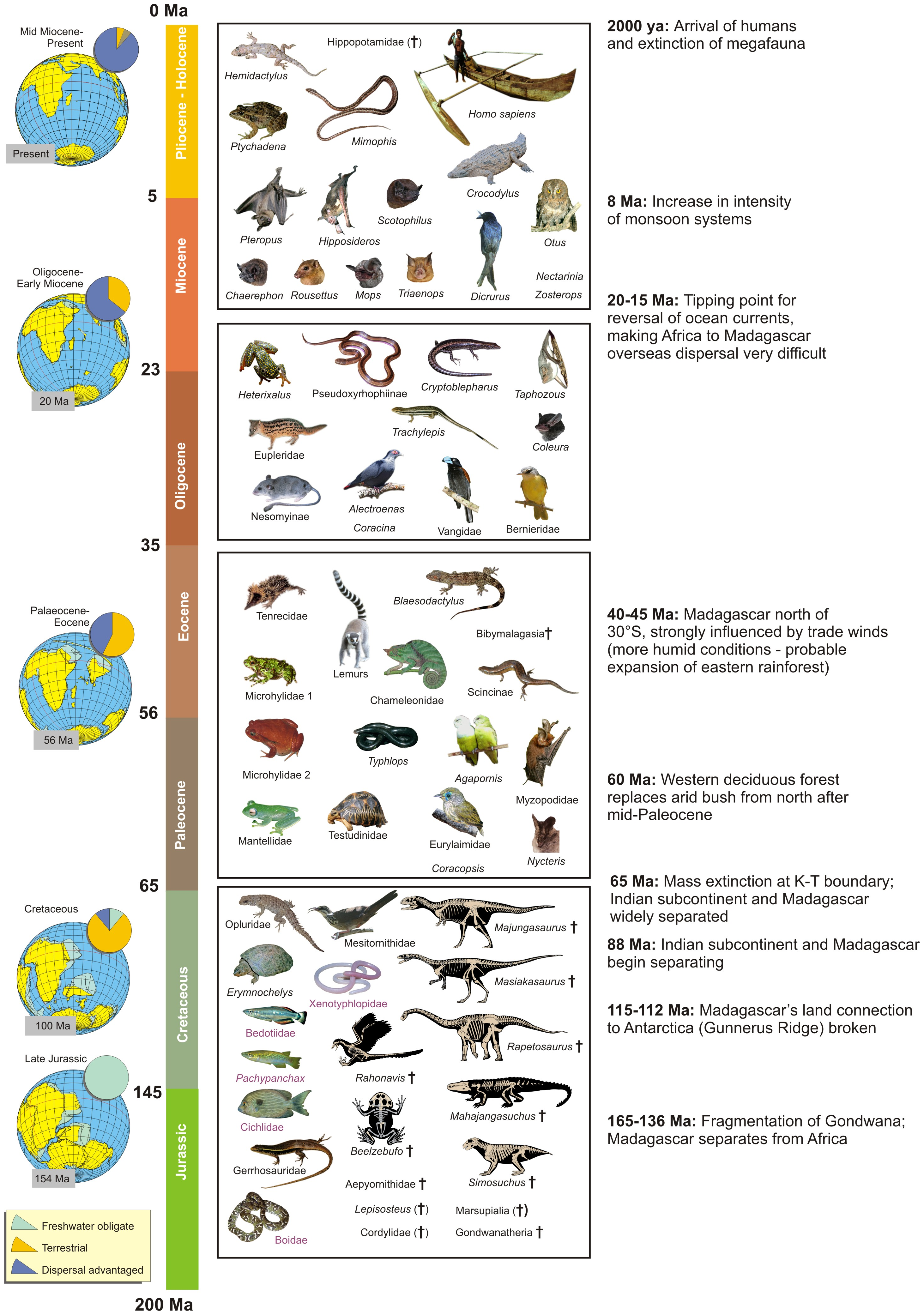
马达加斯加在过去2亿年间的生物地理时间表

受东南信风和西北季风的共同影响，马达加斯加每年11月至次年4月都是炎热的雨季，并且经常会遭遇破坏性的气旋袭击，每年的5至10月则是相对较为凉爽的旱季。源于印度洋上空的雨云会在岛上东部沿海地区上空释放掉大部分湿气，充沛的降水支撑当地雨林生态系统。中部高地相比东部来说较为干燥和凉爽，西部则更为干燥，岛上的西南和南部内陆以半干旱气候为主。每年都会有多场热带气旋吹袭马达加斯加，造成基础设施受损和人员伤亡，对當地经济构成打击。2004年，气旋加菲洛成为有纪录以来袭击该国的最强气旋，造成172人死亡，21万4260人流离失所，经济损失超过2.5亿美元。

## 生态

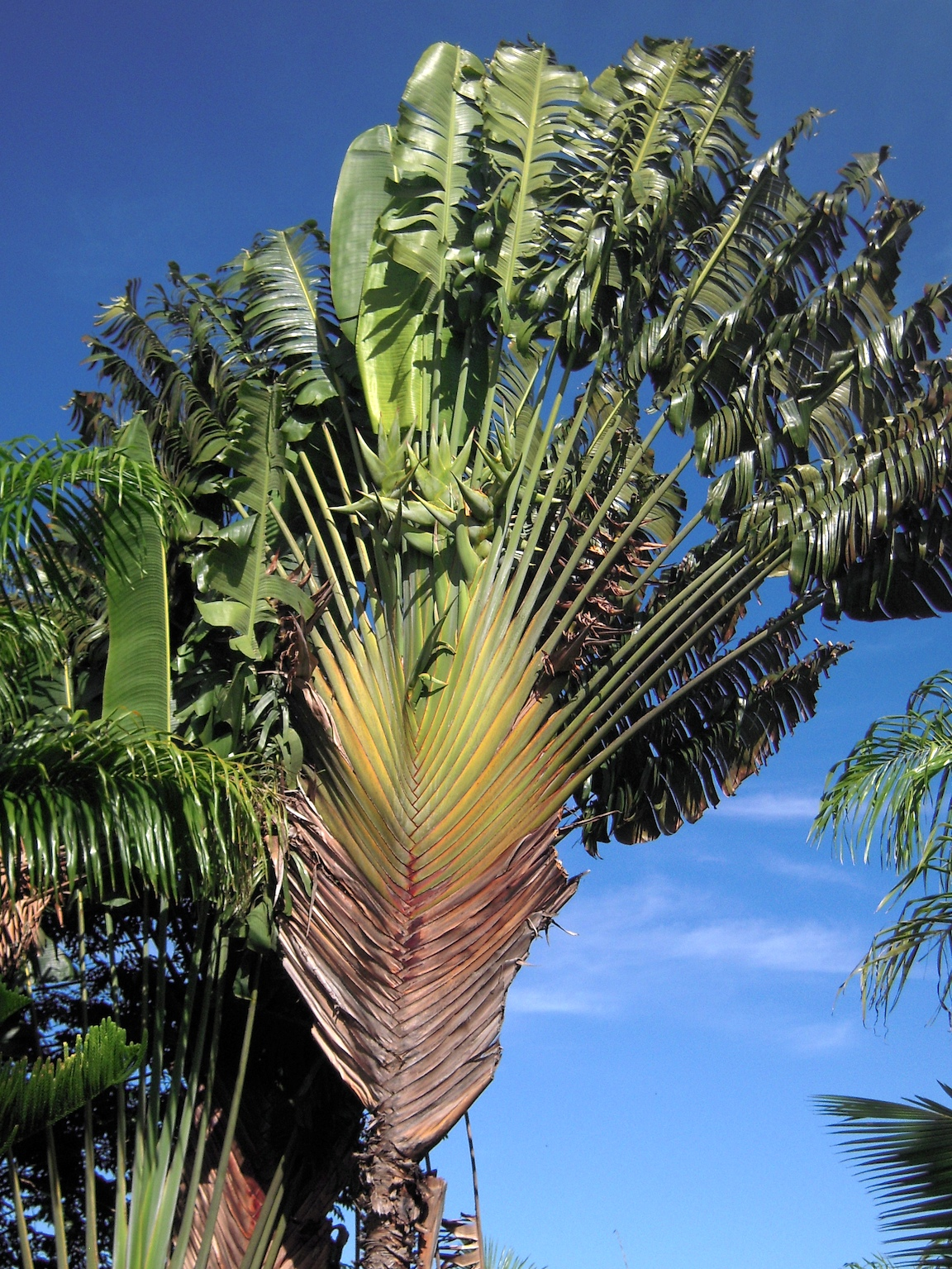
马达加斯加的国徽上有该岛标志性的旅人蕉

由于岛上长期与邻近大陆隔离，马达加斯加拥有的丰富动植物种类中有许多都是该国独有，近90%是特有种。如狐猴（一种灵长类原猴亚目），肉食性的马岛长尾狸猫和大量鸟类。一些生态学家因这种独特的生态系统而将马达加斯加称为“第八大洲”，保护国际也将该岛列为生物多样性热点地区。
马达加斯加拥有1万4883种植物物种，其中80%为其独有，包括5个植物科。例如龙树科包含有4个属和11个种，只存在于该国西南部的多刺灌木林中。全世界所有的棒锤树属中有八成为岛上独有。马达加斯加共有860种兰科植物，其中四分之三是特有种:38，全世界共计8种猴面包树属中就有6种只能在这里看到。岛上还有约170种棕榈科植物，相当于整个非洲大陆该科物种数的三倍，其中还有165种为独有:38。许多原生植物都用来制成草药，可以治疗多种疾病。例如马达加斯加非常具有标志性的植物马达加斯加长春花能够提炼出硫酸长春碱和长春新碱，可以用来治疗霍奇金淋巴瘤和白血病等多种癌症。当地称为的旅人蕉独产于该国东部雨林，该国国徽和马达加斯加航空公司的商标上都有这种花。

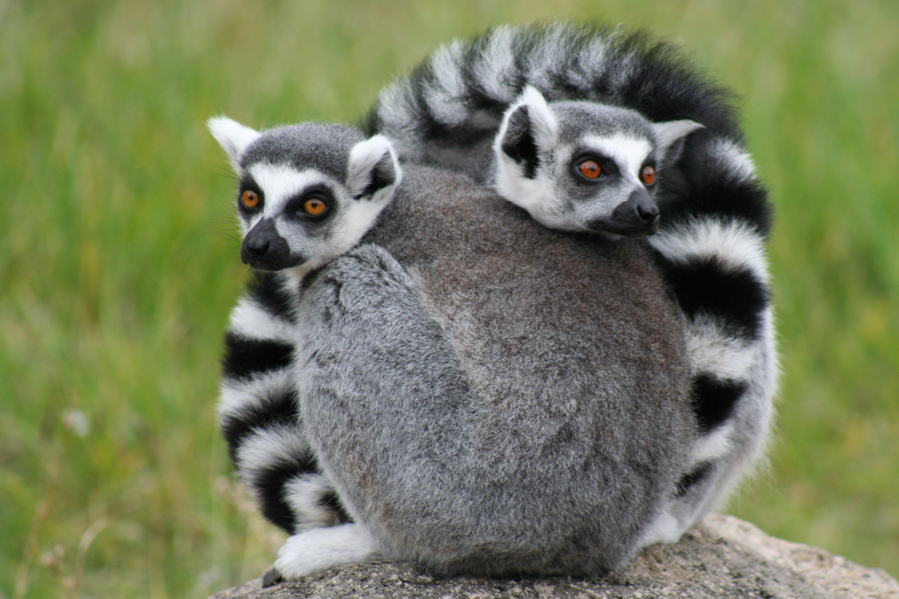
马达加斯加有上百个已知的独有狐猴物种和亚种，环尾狐猴就是其中之一

与植物一样，马达加斯加的动物同样种类繁多，并且有很大的比例属独有物种。保护国际称狐猴是“马达加斯加的哺乳动物旗舰物种”。由于没有猴等竞争对手，这一灵长目动物已经适应了大范围的栖息环境，发展出许多个物种。截至2012年，该国经正式文献记录一共拥有103个狐猴种或亚种，其中39种是在2000到2008年间由动物学家发现的。几乎所有的狐猴都是罕见、易危或濒危物种。自人类到达马达加斯加后，已有至少17种狐猴灭绝，这些种都比幸存的种体型要大。还有其他多种哺乳动物属马达加斯加独有，如马岛长尾狸猫等。岛上共记载存在超过300种鸟类，其中超过60%（包括四个科，42个属）为特有种。还有一些科和属的爬行动物已在马达加斯加发展出了超过260个物种，其中90%以上属岛上独有（还包括一个完全独有的科）。全世界所有的变色龙种类中，有三分之二在该岛上安家落户，其中包括已知最小的迷你变色龙(與最龐大的帕爾森氏變色龍)，还有研究人员指出，马达加斯加可能是所有变色龙的发源地。该国的特有鱼类包括两个科，14个属和上百个物种，其中大部分生活在岛上的淡水湖与河流中。虽然对马达加斯加的无脊椎动物研究进展缓慢，但研究人员已经在已知物种中发现很高比例的特有种。岛上的全部651种陆栖蜗牛，以及大部分蝴蝶、金龟子、草蛉、蜘蛛和蜻蜓都是其独有物种。

### 环境问题
人类活动已经威胁到马达加斯加动植物的多样性。从约2350年前人类来到岛上后，这里已经失去超过9成的原始森林。这些森林大部分都是由最早定居该国的人类使用一种名为的刀耕火种传统农业所毁。马达加斯加农民接受并继续沿用先辈的做法，这样不但能获得实际性的农业利益，还能表现文化上对繁荣、健康的向往和对祖先的尊崇。从近1400年前开始，随着岛上人口密度上升，相应的破坏也随之加速。到16世纪时，中部高地的原始森林已基本消失。岛上在约1000年前引入牛群，其规模不断增长；人类一直需要使用木炭作为煮食燃料，同时咖啡在过去一个世纪里成为越来越重要的经济作物；以上多个因素共同影响，导致近年来当地森林覆盖率不断降低。仅按保守估计，从20世纪50年代到2000年，岛上的原始森林就减少约40%，并且残余的森林密度也减少80%。野生动物保护面临重重困难，除传统农业耕种外，受保护森林也遭到非法采伐，国家还会批准对国家公园内的珍贵木材进行采收。虽然2000至2008年间，当时的总统马克·拉瓦卢马纳纳对收集珍贵木材的行为下达了禁令，但从2009年1月起，这一做法获得新任国家元首安德里·拉乔利纳领导政府的重新授权，并且有着大幅的增长，这主要是因为拉瓦卢马纳纳下台后，马达加斯加政府获得的捐助减少，珍贵木材也就成为国家财政收入的一个主要来源。预计到2025年时，该国除保护区和东部最陡峭山坡外所有的热带雨林都将被砍伐殆尽。
栖息地破坏和人类的捕猎已对马达加斯加的许多独有物种构成威胁，其中部分已经灭亡。岛上特有的巨型鸵鸟科鸟类象鸟就很可能是因遭到偷猎者的猎杀并将其产下的大型蛋作为食品而在17世纪或更早时灭绝。许多巨型狐猴物种都在人类拓荒者来到岛上后消失，过去几个世纪里，不断增长的人口给狐猴栖息地造成更大的压力，部分人类还会捕食狐猴，这都造成多个物种的灭亡。2012年7月进行的一次评估发现，2009年政变后对自然资源的采伐已经给岛上的野生动物造成严重后果：90%的狐猴物种受到灭绝的威胁，这在所有哺乳动物群中所占比例最高。其中又有23种成为濒危物种。与之相比，之前于2008年所进行的同类调查表明，存在灭绝风险的狐猴种类只有38%。
2003年，拉瓦卢马纳提出倡议，将岛上的自然保护区面积扩大到原有的三倍以上，即超过6万平方公里，占全岛陆地面积的10%。截至2011年，全国受到保护的区域包括五个严格自然保护区（Réserves Naturelles Intégrales）、21个野生动物保护区（Réserves Spéciales）和21个国家公园（Parcs Nationaux）。2007年，有六个国家公园以阿钦安阿纳雨林之名共同成为世界遗产，分别是马洛杰基国家公园、马苏阿拉国家公园、拉努马法纳国家公园、扎哈莫纳国家公园、安多亚耶拉国家公园和安德林吉特拉国家公园。但是，还是有地方木材商从马洛杰基国家公园的受保护雨林中采伐稀缺的花梨木，再将这种木材出口生产高档家具和乐器。为了提高公众对马达加斯加环境所面临挑战的认知，国际野生生物保护学会于2008年6月在纽约的布朗克斯动物园进行一次名为“马达加斯加！”（Madagascar!）的展览。

## 政府

### 结构

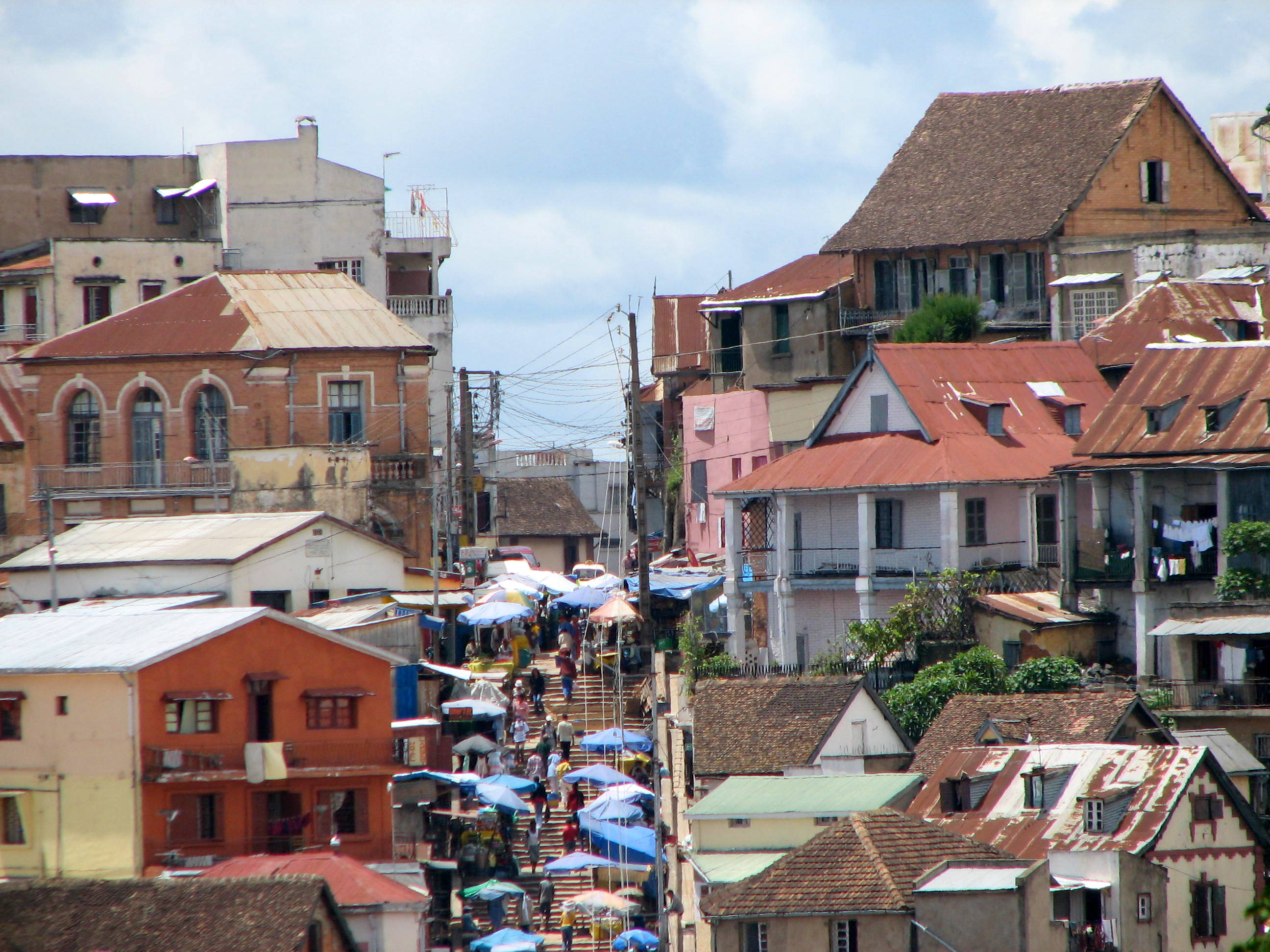
塔那那利佛是马达加斯加的政治和经济中心

马达加斯加是一个半总统代议民主多党制共和国，民选总统是国家元首，并由其选择总理，总理向总统推荐内阁部长人选。根据宪法规定，行政权由政府行使，立法权则属部长级内阁、参议院和国民议会，不过在现实中，后两院在立法上并没有多少实际权力和作用。宪法规定行政、立法和司法分支相互独立，总统必须经民选选出，任期五年，最多可任职三届。
马克·拉瓦卢马纳纳在2006年12月3日举行的总统大选中成功取得连任，但他的权力在2009年的政变发生后被迫移交安德里·拉乔利纳。上一次总统大选于2013年底举行，埃里·拉乔纳里马曼皮亚尼纳当选，结束2009年政变导致总统权力违宪地移交安德里·拉乔利纳后，马达加斯加连续4年多没有经合法选举当选国家元首的历史。国民议会议员也是由公众投票选出，共127人，任期5年。参议院共有33位成员，任期6年，其中22人由地方官员选出，11人由总统指派。拉乔利纳在2009年3月掌权后立即解散国民议会和参议院，导致整个国家没有宪法立法机构。地方层面上，全岛共分为22个区，每个区都各由一名区长及区议会管理。区下又进一步细分成县和公社。司法部门主要仿照法国法系，分为高等宪法法院、高等司法法案、最高法院、上诉法院、刑事法庭和初审法庭。这些遵循欧陆法系的法院缺乏快速并透明地在司法体制下审理案件的能力，经常导致被告需要经过冗长的审前拘留，并且监狱的卫生状况不佳，人满为患。
塔那那利佛是马达加斯加的行政首都，也是人口最多的城市。该市坐落在高原地区，接近岛上的地理中心。梅里纳人国王安德里安贾卡在公元1610到1625年间将塔那那利佛定为伊默里纳王国的首都，这里原本还曾是瓦赞巴的首都，位于阿纳拉曼加山顶。19世纪初，梅里纳人的统治范围逐渐扩大，邻近的马达加斯加人都成为马达加斯加王国的臣民，塔那那利佛也几乎成为整个岛屿的政治中心。1896年，法国殖民者将这座城市作为其殖民统治的中心。1960年马达加斯加独立后，该市仍然保留着首都的地位。截至2011年，全市人口估计达到130万，安齐拉贝、图阿马西纳和马哈赞加分别以50万、45万和40万人排在其后。

### 行政区划

马达加斯加行政区划地图

法国殖民当局于1946年把马达加斯加分为6个行政省（faritany mizakatena），以便进行分权管理。2004年，这6个省又进一步划分成22个大区（faritra）。根据2007年马达加斯加宪法公投的结果，原有的6个省予以撤消，大区也就相应成为最高级别的地方行政单位。大区之下又进一步细分成119个县、1579个公社（乡镇）和17485个社区（村落）（fokontany）。2010年通过的新宪法再次恢复了原先6个省的建制，但大区仍然保留，在省级政权机构产生之前，大区实际行使一级行政区功能。2021年8月11日，马达加斯加设立第23个大区。
| 区 | 原有的省       | 2004年估计人口 |
| --- | -------------- | -------------- |
| 迪亚纳大区（1）、萨瓦大区（2） | 安齐拉纳纳省   | 1,291,100      |
| 伊塔西大区（3）、阿纳拉曼加大区（4）、瓦基南卡拉特拉大区（5）、邦古拉瓦大区（6）                                                               | 塔那那利佛省   | 5,370,900      |
| 苏菲亚大区（7）、布埃尼大区（8）、贝齐布卡大区（9）、梅拉基大区（10）                                                                          | 马哈赞加省     | 1,896,000      |
| 阿劳特拉-曼古鲁大区（11）、阿齐纳纳纳大区（12）、阿纳兰吉鲁富大区（13）                                                                        | 图阿马西纳省   | 2,855,600      |
| 阿穆鲁尼-马尼亚大区（14）、上马齐亚特拉大区（15）、瓦图瓦维大区（16a）、菲图维纳尼大区（16b）、阿齐穆-阿齐纳纳纳大区（17）、伊胡龙贝大区（18） | 菲亚纳兰楚阿省 | 3,730,200      |
| 梅纳贝大区（19）、阿齐穆-安德雷法纳大区（20）、安德鲁伊大区（21）、阿诺西大区（22）                                                            | 图利亚拉省     | 2,430,100      |

### 政治
自1960年从法国独立后，马达加斯加的政治过渡先后伴随着众多的民众抗议、几次存在争议的选举、一次弹劾、两次军事政变和一次暗杀。岛上经常出现长时间的政治危机，这无论是对地方经济、国际关系还是人民的生活水平都存在不利影响。2001年总统大选后，在任总统拉齐拉卡和新当选的拉瓦卢马纳纳各自的支持者进行长达7个多月的对峙，马达加斯加为此损失数百万美元的旅游业和贸易收入，基础设施也受到破坏，多座桥梁遭炸毁，还有许多建筑物受到纵火的破坏。2009年初，安德里·拉乔利纳主导一系列反对拉瓦卢马纳纳的抗议活动，这些活动之后蒙上暴力的阴影，导致超过170人被杀。
2009年3月起，该国进入拉乔利纳执政的过渡时期，这场政变导致许多双边捐助国和政府间组织冻结对马达加斯加的援助，并且暂停双边的正常外交关系。该国经济发展因此停滞不前，许多在之前政府领导下取得的成果也付诸东流。除此以外，马达加斯加的现代政治也因梅里纳人在19世纪对沿海各国的征服而蒙上阴影。高地和沿海地区居民间随之产生的紧张关系已经周期性地造成多起暴力事件的爆发。
马达加斯加是1963年成立的非洲统一组织创始成员国之一，但却历来徘徊在主流非洲事务的边缘。2002年，非洲统一组织解散，非洲联盟取而代之。
由于2001年总统大选结果的争议，马达加斯加未能获准出席首届非洲联盟首脑会议，一直到14个月后才得以重新加入非洲联盟。2009年3月，马达加斯加又因行政权力违宪地移交拉乔利纳而遭非洲联盟暂停其成员国资格。
马达加斯加是国际刑事法院成员。截至2014年4月，共有11个国家在该国设有大使馆，其中包括法国、英国、美国、中华人民共和国和印度。
马达加斯加的人权受宪法保护，该国还签署包括世界人权宣言和儿童权利公约在内的多项国际协定。宗教信仰、少数族裔和性别群体都受法律保护。结社和集会自由同样受到法律保证，但在实际操作中，偶尔会出现政府拒绝对公众集会发出许可来阻碍政治示威的情况。与其他相应法律保障较少的国家相比，该国治安部队使用酷刑，或者国家动用武力镇压的情况较为罕见，不过军方和警察仍然存在任意逮捕或是贪污腐败的问题。拉瓦卢马纳纳于2004年建立了反腐败部门（音译“比安科”），令塔那那利佛的低级别官员官僚腐败比例明显降低，但高级别官员还没有受到过该部门的起诉。

### 军事和治安
16世纪期间，马达加斯加岛上随着萨卡拉瓦人、梅里纳人及其他族裔群体的兴起而开始出现常备军，起初其配备的武器仅限于矛，但后来逐渐有了火枪、大炮和其它武器。到了19世纪初，由梅里纳人统治的马达加斯加王国已经拥有高达3万武装军人组成的部队，将岛上大部分区域都纳入其控制范围。19世纪下半叶，法国对岛上沿海城市展开进攻，促使当时的总理赖尼莱亚里沃尼寻求英国援助，帮助对梅里纳王室军队加以训练。但英国军事顾问的训练和领导并不足以让岛上军队与法国的先进武器装备相抗衡，塔那那利佛王宫受到攻击后，部队随之被迫投降，马达加斯加也在1897年沦为法国的殖民地。
1960年，马拉加什共和国从法国独立，该国的武装部队（包括陆军、海军和空军）也伴随着政治独立和主权一起恢复。自此马拉加什军队还没有与任何国家发生过冲突，除了在政治动荡时期偶尔介入恢复秩序外也没有参与过任何国内的暴力冲突。海军中将迪迪安·拉齐拉卡执政时期，第二共和国所有青年公民无论性别都需强制服兵役，这一政策从1976年起执行，一直到1991年中止。武装部队听从内政部长的指示，即便是在政治危机时候也基本上保持中立。例如存在争议的2001年总统大选出现旷日持久的僵局后，军方仍然拒绝以表态支持任何一位候选人进行干预。但马达加斯加武装部队在2009年打破这一传统，部分军队选择向当时的塔那那利佛市长安德里·拉乔利纳叛变，支持他强迫拉瓦卢马纳纳交出总统权力。
内政部部长是国家警察部队、准军事部队（宪兵队）和秘密警察的负责人。警察和宪兵驻扎在地方，并由地方进行管理。但截至2009年时，全国所有的公社中可以获得这些安全部队服务的还不到三分之一，大多数公社连任何保安警力的地方总部都没有。名为，由长者和其他受尊重人物组成的传统社区法庭仍然是包括农村在内那些国家相应服务还不到位地区实现司法正义的重要环节。从历史上看，马达加斯加岛一直比较安全，暴力犯罪率低，大部分犯罪活动仅限于扒窃或小偷小摸之类的机会型犯罪，但是儿童卖淫、人口贩卖和大麻等非法药物的种植和销售犯罪比例都呈现上升趋势。2009年起，该国对警察部队的预算进行削减，严重影响了国内的安全局势，导致之后几年里犯罪活动的急剧增加。

## 经济

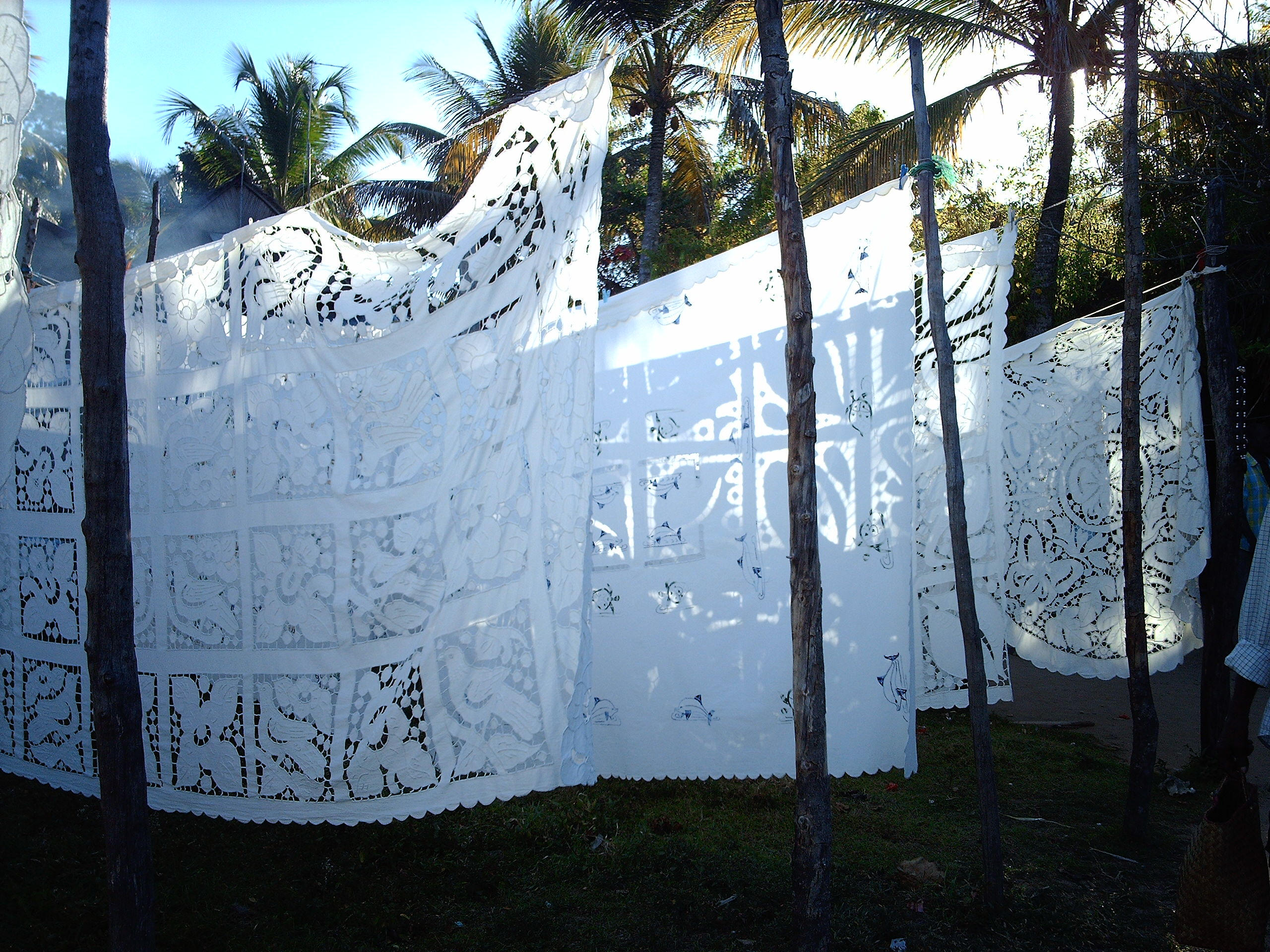
诺西空巴当地制作并向游客销售的绣花台布

2009年，马达加斯加的国内生产总值估计为86亿美元，人均438美元。约69%的人口生活水平低于每天一美元的国家贫困线，属最不发达国家。马达加斯加第一共和国在经济规划和政策上受到法国的很大影响，后者也是其主要贸易伙伴。主要产品均通过全国各地的生产者和消费者合作社进行生产和分售。政府通过农村发展计划和国营农场等措施提高大米、咖啡、丝绸、牛和棕榈油的产量。民众对这些政策不满是导致全国演变成推行社会主义和马克思主义第二共和国的关键因素，原本私营的银行和保险业均予国有化，纺织、棉花、能源、进出口贸易和航运等行业由国家垄断，或由国家控制。随着出口量下降，马达加斯加的经济迅速恶化，工业产值下跌75个百分点，通货膨胀和国债规模飙升，农村人口的生活水平很快降至仅能维持生存的程度，全国出口收入中有过半花费在债务还本付息上。
1982年，马达加斯加宣告破产，国际货币基金组织迫使该国政府接受结构调整政策，允许经济自由化，由国家控制的行业也在20世纪80年代逐渐私有化。1991年的政治危机导致国际货币基金组织和世界银行都中止对岛上提供的援助。扎菲无法满足恢复援助的相应条件，他试图为国家吸引其它形式的收入来源，但未能成功。之后扎菲受到弹劾，马达加斯加建立临时政府，援助也再度恢复。2004年拉瓦卢马纳纳统治时期，国际货币基金组织同意核销该国的一半债务。2005年，符合一系列经济、施政和人权严格准则的马达加斯加成为第一个从千年挑战账户受益的国家。
2011年，农业部门贡献了全国的29%，制造业则占15%。马达加斯加的经济增长主要来源于旅游业，农业和采掘业。旅游业主要聚焦小生境生态旅游市场，以该国独特的生物多样性，未受污染的自然栖息地，国家公园和狐猴物种为卖点。2008年造访马达加斯加的游客人数估计达到36.5万，但这一行业因2009年的政治危机而受到严重影响，2010年的游客人数已急剧下滑至18万。

### 自然资源和贸易

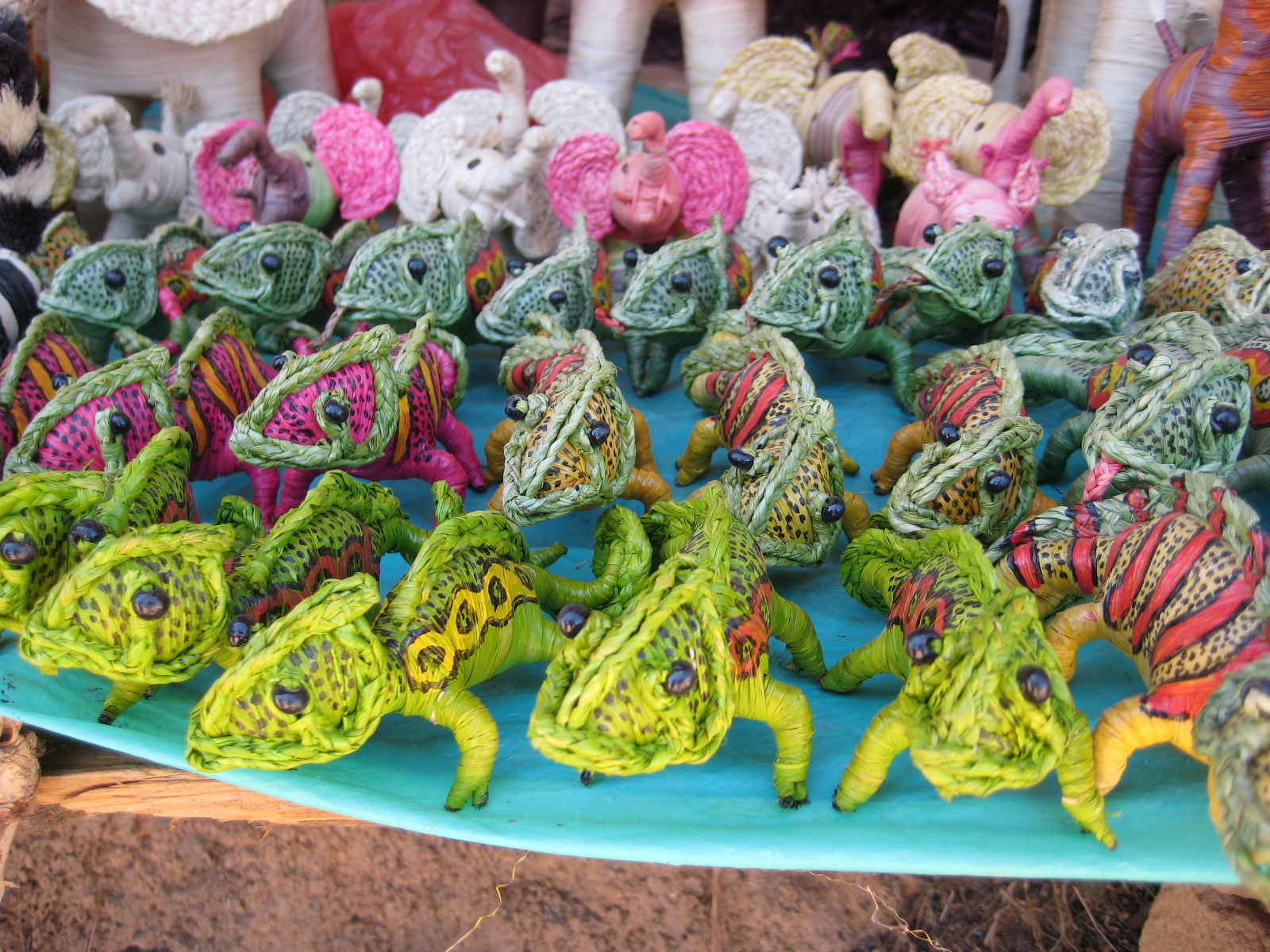
由当地原生棕榈拉菲草制作的动物玩具

马达加斯加的天然资源主要包括各种未加工的农产品和矿产资源。包括拉菲草、渔业和林业在内的农业部门是国家经济的重要支柱。该国是世界上主要的香草、丁香和依兰供应国。其它重要农产品包括咖啡、荔枝和虾。主要的矿产资源包括各类贵重宝石和半宝石，目前马达加斯加的蓝宝石供应量占到全世界的一半，这些矿产是于20世纪90年代末在伊霍羅貝區小镇依拉卡卡（Ilakaka）附近发现的。岛上拥有世界上储藏量最大的钛铁矿之一，并且还有煤、铁、钴、铜、镍和铬铁矿等重要矿藏。采矿业已有多个重大项目正在进行，石油和天然气行业预计将大幅促进国家经济发展。这其中还包括由力拓集团在陶拉纳鲁附近开采的钛铁矿和锆石重矿砂，谢里特国际在穆拉曼加附近提取，并在图阿马西纳附近加工的镍，以及马达加斯加石油公司在齐米鲁鲁（Tsimiroro）和贝莫兰加（Bemolanga）进行的陆上巨型重油矿藏开发。
2009年，马达加斯加的出口占到的28%，其中大部分来源于纺织业、渔业、贝类、香草、丁午及其它食品。法国是该国的主要贸易伙伴，美国、日本和德国也与岛上有着很强的经济联系。2003年5月，马达加斯加-美国商业理事会成立，这是一个与美国国际开发署和马达加斯加工匠及生产商之间的合作组织，旨在为当地手工艺品出口到国外市场提供支持。对食品、燃料、资本货物、车辆、消费品和电子产口的进口额度估计占到52%的，该国的主要进口来源包括法国、中国大陆、伊朗、毛里求斯、日本和香港。

### 基础设施和媒体

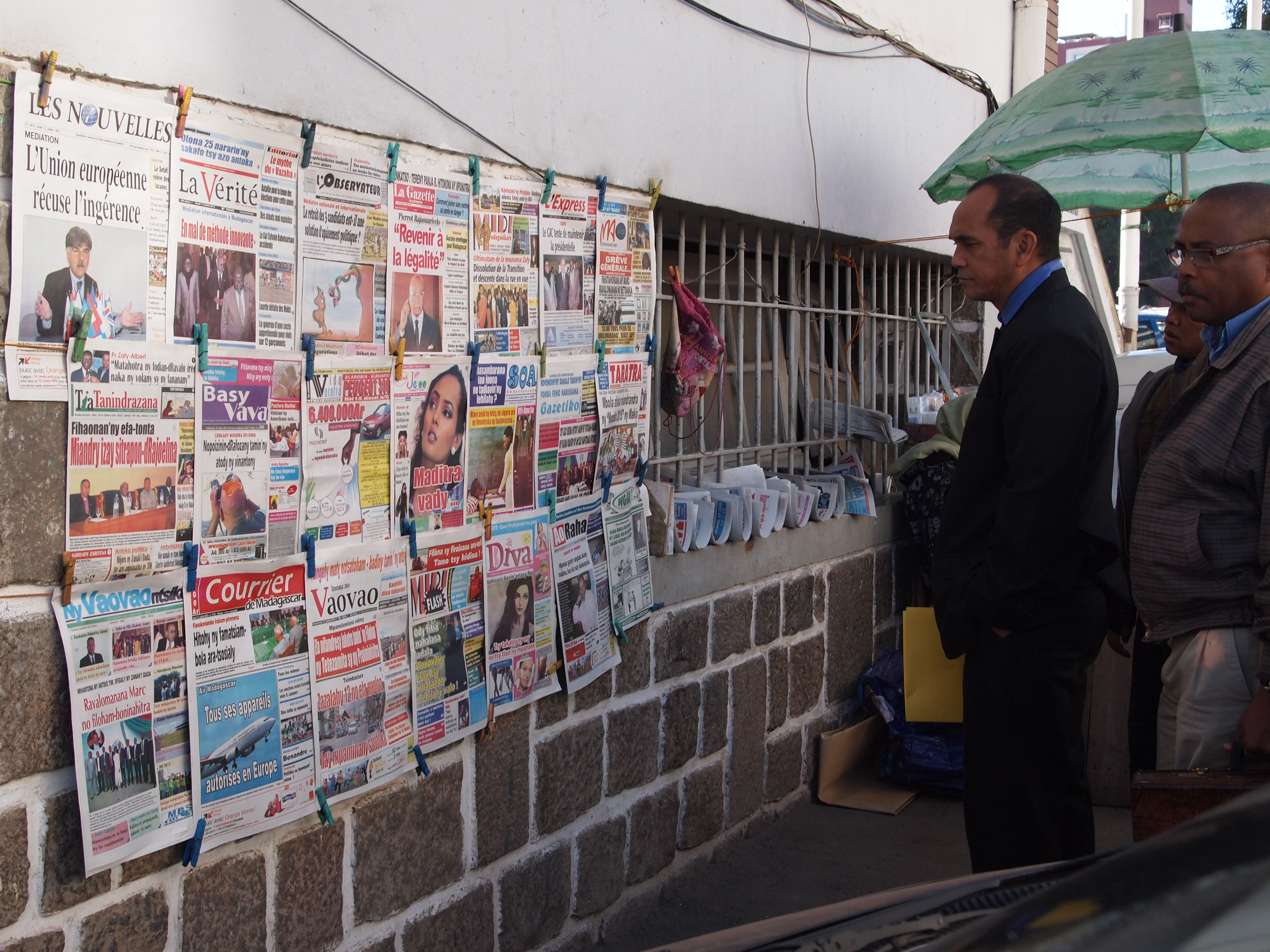
塔那那利佛居民在街头看报

截至2010年，马达加斯加拥有约7617公里的铺设公路，854公里铁路和432公里通航水道:2。该国大部分道路未经铺砌，到了雨季就会无法通行。国道大部分都经过铺设，用于连接首都和六大区域性城市，略经铺设和未铺砌的道路则连接到每个区人口稠密的城镇。岛上有多条铁路，将首都塔那那利佛与图阿马西纳、安巴通德拉扎卡和安齐拉贝连接起来，还有几条线路从原菲亚纳兰楚阿省连接到马纳卡拉。东海岸的图阿马西纳是全国最重要的海港。马哈赞加和安齐拉纳纳的港口由于位置偏远，利用率要低得多。艾奥拉（Ehoala）是岛上最年轻的港口，于2008年由力拓集团建成，并由其单独管理，该港口预计将于2038年左右，该公司在陶拉纳鲁附近的采矿项目完成时划归国有。马达加斯加航空公司在岛上的许多小支线机场提供服务，这也是道路在雨季受到冲刷后人们前往许多偏远地区的唯一途径。
国家一级的自来水和电力服务由政府服务商吉拉马（Jirama）提供，但这无法覆盖全国人口。截至2009年，只有6.8%的社区可以用上吉拉马提供的自来水，9.5%的社区能用上其提供的电。全国供电中56%来自水力发电厂，另外44%则需动用柴油发电机。移动电话和互联网接入在城市地区较为普及，但农村仍然很有限。只有约30%的地区能够通过移动电话或陆上线路获得国内几家私营电信网络的服务。
无线电广播仍然是马达加斯加人获取国际、国内或地方新闻的主要途径，但在全岛各地都能收听的只有国营广播电台。全国还有数百家公共或私营电台，向当地或区域范围提供替代国家广播电台节目的选择。除了国家电视频道外，岛上还有多个私营电视台播出地方和国际节目。马达加斯加的政党或政治家本人往往拥有媒体，例如拉瓦卢马纳纳就是媒体集团的掌控人，拉乔利纳则拥有媒体集团，各自的报道也造成政治上的两极分化。新闻媒体历来在批评政府方面受到不同程度的审查压力，记者有时会受到威胁和骚扰，媒体也曾定期被迫关闭。2009年后，有关媒体审查的指控有所增多，指称该国针对政治批评的限制呈加剧趋势。进入21世纪以来，马达加斯加的互联网访问量出现显著增长，2011年12月，估计全国有35.2万居民从自己家里或是全国众多的网吧中访问互联网。

## 卫生

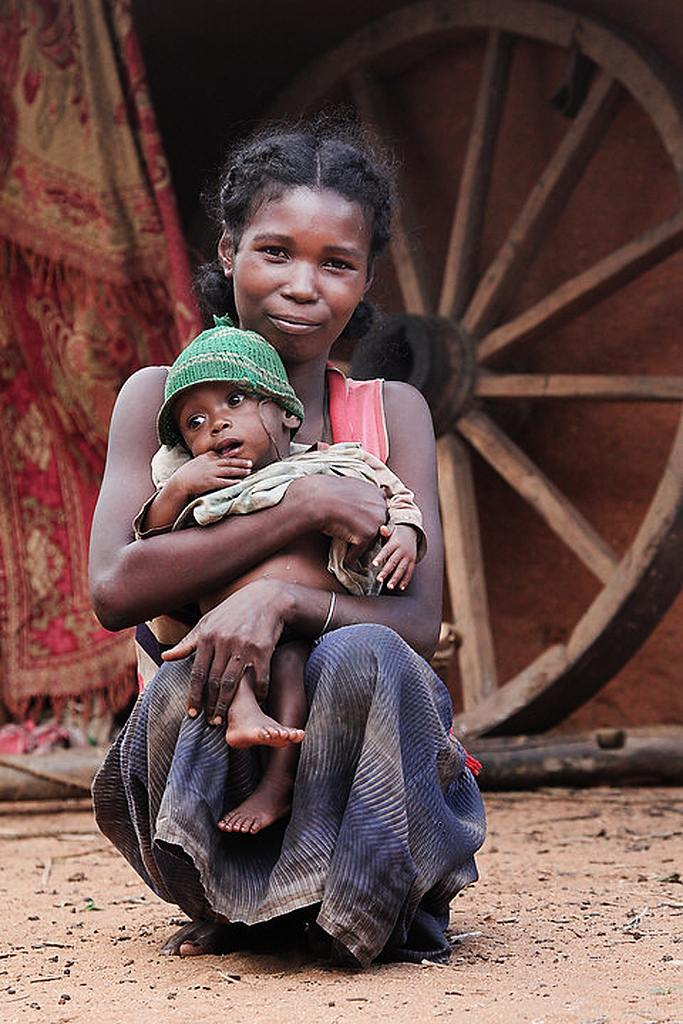
1990年后，马达加斯加的孕产妇死亡率有所下降，但在2009年后又因政治动荡出现大幅上扬

马达加斯加各地都建有医疗中心、诊所或医院，不过主要还是集中在城市地区，特别是塔那那利佛市内。许多人仍然无法获得医疗服务，除了医疗费用相对于该国人民的平均收入来说仍然过高以外，经过培训的医疗专业人员数量还非常地少。2010年，拥有2200万人口的马达加斯加一共只有3150位医生、5661名护士、385位社区卫生工作者、175个药剂师及57名牙医，每一万人口平均只拥有3张病床。2008年的政府开支中有14.6%直接划归医疗部门，约70%的医疗費用由政府出资，另外30%则源于国际捐赠或其他私人来源。政府在每个公社都至少开设一家基本卫生中心。私营医疗机构基本集中在城市地区，特别是中部高地的城市区域。
虽然存在这些障碍，但马达加斯加的医疗服务在过去20年中已呈现改善趋势。儿童接种乙型肝炎、白喉和麻疹疫苗的平均比例在此期间上升60%，基本医疗服务和治疗普及率雖低，但也在不断上升。2009年，平均每位马达加斯加妇女生育4.6个孩子，与1990年的6.3个相比已有明显下降。不过2011年时少女怀孕率达到14.8%，远高于非洲平均水平，并且也是人口迅速增长的重要因素。2010年，孕产妇死亡率为每10万活产儿中440例，与1990年的484.4例相比有所下降，但与2008年的373.1例相比又有所上升，表明2009年政变发生后围产期保健存在问题。2011年时，该国的婴儿死亡率为每1000名活产儿41例，五岁以下儿童死亡率则是每1000名活产儿61例。血吸虫病、疟疾和性传播疾病在马达加斯加很常见，但艾滋病感染率与非洲大陆的许多国家相比还是比较低，只占成年人口的千分之二。疟疾死亡率为每10万人中有8.5人死亡，在非洲各国中属比例最低之列，这部分是因为岛上使用经杀虫剂处理过蚊帐的比例也是非洲最高的。另据世界衛生組織2011年4月公佈的數據顯示，该国男性的预期寿命为64.9岁，女性68.1歲，男女平均壽命66.5歲，在全球排名第131。
2017年，马达加斯加城市地区爆发腺鼠疫，造成74人死亡。

## 教育

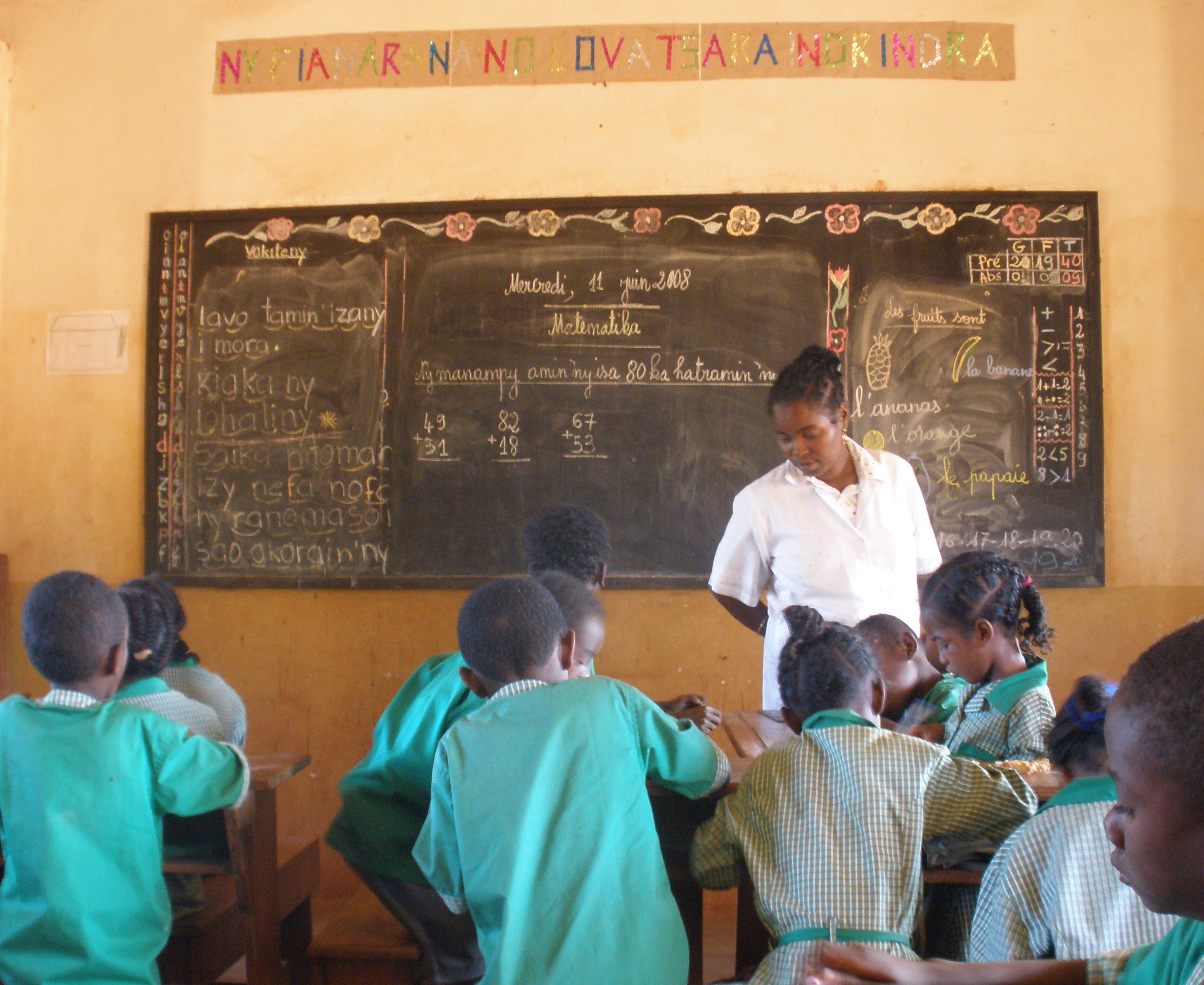
教育普及率和品质是拉瓦卢马纳纳执政时期的重点关注项目

19世纪前，马达加斯加没有正式的教育制度，主要传授的都是实用技能，以及包括尊重祖先与长辈的社会和文化价值观。1818年，伦敦传道会会员在图阿马西纳建立第一所正式的欧式学校。传道会受到拉达马一世的邀请，在伊默里纳王国各地建立学校，向贵族儿童传授基本的读写和算术技能。1835年，这些学校遭腊纳瓦洛娜一世关闭，但在她死后的数十年里又重新开放并得到扩张。到19世纪末成为殖民地前，马达加斯加的学校体系已在撒哈拉以南非洲处于最发达、最现代之列。进入殖民地时期后，沿海地区的学校覆盖率有所增长，法语和基本工作技能成为课程重点。独立后，虽然许多民众希望与以前的殖民国完全分离，但马拉加什共和国在包括教育的各个方面都对法国有较大程度的依赖，学校继续沿用法语作为教学语言，许多法国教师也继续任教。到了马达加斯加民主共和国时期，包括法国在内的外国教师都遭到驱逐，马达加斯加语成为教学语言，大批年轻干部在强制性的两年国民服役政策规定下经快速训练后被派到偏远的农村学校任教。这一人称“（馬拉加什化）”的政策适逢严重的经济衰退，导致教育品质大幅下降。在这段时间里接受教育的学童普遍未能掌握包括法语在内各个学科的技能，因此很难找到工作，许多人被迫在非正规市场或是黑市中从事低薪资的职业，在贫困的泥潭里越陷越深。除了阿尔贝·卡菲担任总统的1992到1996年外，拉齐拉卡于1975至2001年两度掌权期间都一直没能给全国的教育事业带来显著的改善。
拉瓦卢马纳纳执政时期（2002至2009年），教育成为政府的优先关注项目，该国目前对6至13岁儿童实行免费义务教育。小学学制五年，然后是四年的初中和三年的高中。马达加斯加在拉瓦卢马纳纳的第一个任期里新建数以千计的小学，还新增大量教室，旧建筑经过翻新，全国还招募和培训数万名小学教师。小学不再收取学费，还会给学生發放包含基本学习用品的包裹。政府确保每个社区都会有至少一所小学，每个公社都至少有一所初中。每个较大的城市中心都会建有至少一所高中。全国公立大学的三个分支分别位于塔那那利佛（1961年建立）、马哈赞加（1977年建立）和菲亚纳兰楚阿（1988年建立），还有多所公立教师培训学院、私立大学和技术学院予以补充。
教育资源的增多带来了普及率的提高，从1996至2006年，马达加斯加的入学率翻了超过一番。但由于教育质量不佳，留级和辍学率都很高。拉瓦卢马纳纳的第二个任期期间，教育政策的关注重点转移到教育质量上。例如最低教育标准的提高，要求招聘的小学教师至少要拥有初中毕业证书，初中教师则至少要有高中毕业证。教师培训方案也做出改革，令其教学方式从传统的说教式向以学生为中心的方法转变，以提高学生的学习能力和对课堂的参与度。2008年时，公共教育支出占政府开支总额的13.4%，相当于的2.9%。该国的小学教室仍然超员，到2010年时，平均每40名学生才拥有一名教师。

## 人口

### 种族多样性

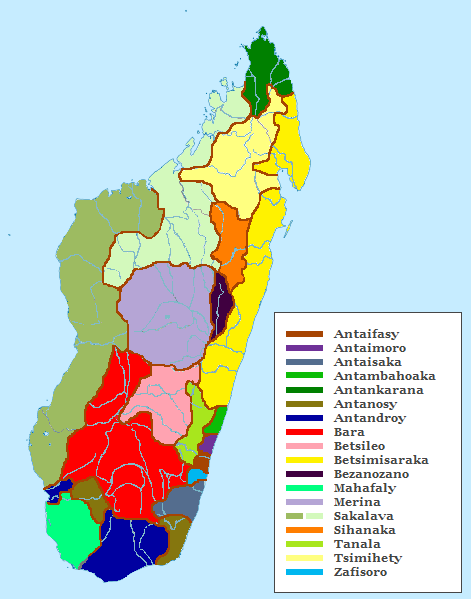
马达加斯加种族的区域分布

截至2016年，马达加斯加的人口約有2500万。马达加斯加人占到全国人口的9成以上，并且通常可进一步分成18个种族。21世纪初进行的研究结果表明，马达加斯加人的基因组成中南岛民族和班图人大约各占一半，不过也有一些社区的人口基因显示南岛或班图人，亦或阿拉伯、印度及欧洲血统占优势。中部高地的梅里纳人中起源于南岛民族的比例最高，这一民族占到马达加斯加人总数的26%，远超其他任何种族；沿海某些社区的居民中祖先为班图人的相对较多。所有沿海民族团体中以贝齐米萨拉卡人最多，占全国人口的14.9%，其后分别是各占6%的齐米赫蒂人和萨卡拉瓦人。
| 马达加斯加人种族团组                                                 | 集中分布地区     |
| -------------------------------------------------------------------- | ---------------- |
| 安坦卡拉纳人、萨卡拉瓦人、齐米赫蒂人                                 | 前安齐拉纳纳省   |
| 萨卡拉瓦人、维卓人                                                   | 前马哈赞加省     |
| 贝齐米萨拉卡人、西哈纳卡人、贝扎诺扎诺人                             | 前图阿马西纳省   |
| 梅里纳人                                                             | 前塔那那利佛省   |
| 贝齐寮人、安泰法西人、安坦巴华卡人、安泰莫罗人、安泰萨卡人、塔纳拉人 | 前菲亚纳兰楚阿省 |
| 马哈法利人、安坦德罗伊人、安塔诺西人、巴拉人、维卓人                 | 前图利亚拉省     |

马达加斯加的少数族裔有华人、印度人和葛摩人，还有很少的欧洲血统居民，其中以法国最多。20世纪后期，这些少数族裔的人口因移民潮以及偶尔出现的种族暴力活动而有所减少，如1976年葛摩人就因马哈赞加发生的反科摩罗暴动而外逃。相比之下，马达加斯加人的移民数量从未出现过大幅波动。欧洲人的数量自马达加斯加独立后一直在下降，从1958年的6万8430人减少到30年后的1万7000人。20世纪80年代中期，整个马达加斯加估计生活有2万5000名葛摩人，1万8000名印度人和9000名华人。
2009年马达加斯加的年度人口增长率约在2.7%左右。人口已从1900年的220万提高到2012年的约2200万。约42.5%的人口不满15岁，54.5%处在15到64岁之间。65岁或以上的老人只占人口总数的3%。国家实现独立后，岛上一共只有1975和1993年各进行过一次人口普查。全国以东部高原和东海岸地区人口最为稠密，与人烟稀少的西部草原形成鲜明对比。

### 语言

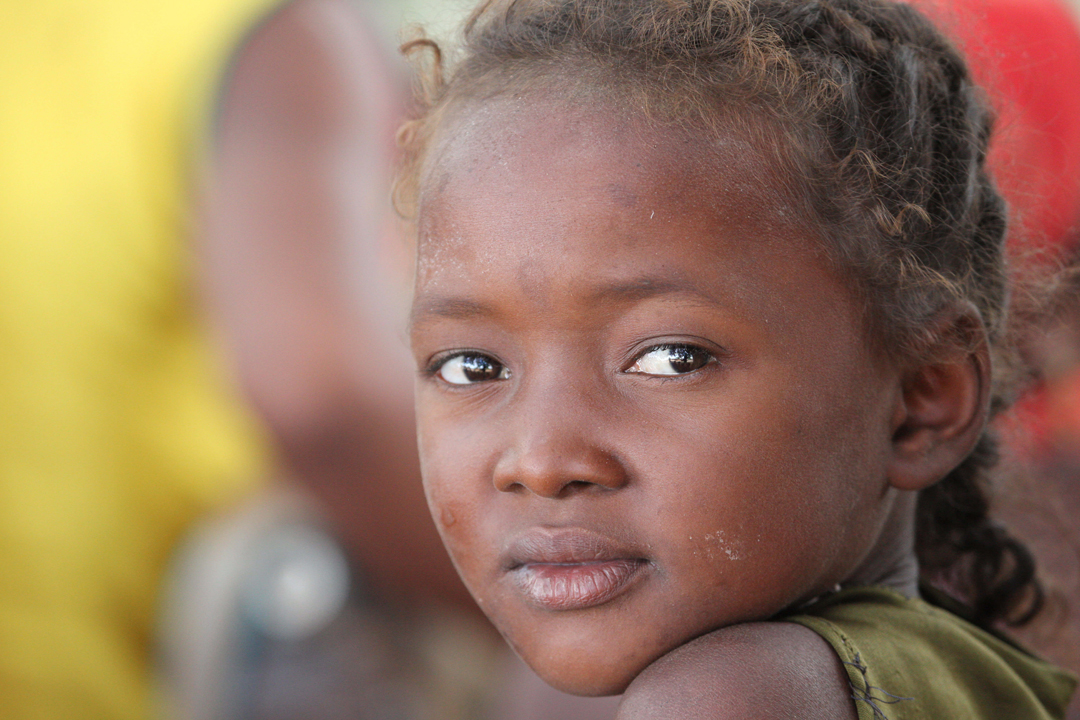
马达加斯加孩童

马达加斯加语源于马来－波利尼西亚语族，在岛上普遍通行。虽有多种方言，但通常都能相互理解，这些方言总体上可分成东马达加斯加语和西马达加斯加语两类：东马达加斯加语多闻于东部森林沿线和高地，塔那那利佛的梅里纳方言也属其中分支；生活在西部沿海平原的居民则大多会说西马达加斯加语。法语于马达加斯加沦为法国殖民时期成为岛上的官方语言。1958年通过的第一部国家宪法中规定，马达加斯加语和法语均为马尔加什共和国的官方语言。马达加斯加是法语圈国家，受过教育的人都会说法语。
1992年宪法中没有规定官方语言，但把马达加斯加语确定为本国语言，多个来源仍称法语和马达加斯加语均为官方语言，这最终导致有公民于2000年4月发起针对国家的法律诉讼，认为出版的官方文件只有法语版本的做法是违宪的。高等宪法法院在裁决中指出，由于缺乏明显的语言法律，法语仍然保持着官方语言的地位。2007年的宪法中保留马达加斯加语为本国语言的内容，并且再次对官方语言作出明确规定，马达加斯加语、法语和英语都成为马达加斯加的官方语言。2010年11月的全民公投结果取消了英语的官方语言地位。不过公投结果及其对国家语言政策的影响尚未得到反对派和国际社会的承认，这主要是因为过渡政府在组织这场选举的过程中工作缺乏透明度和包容性。

### 宗教信仰

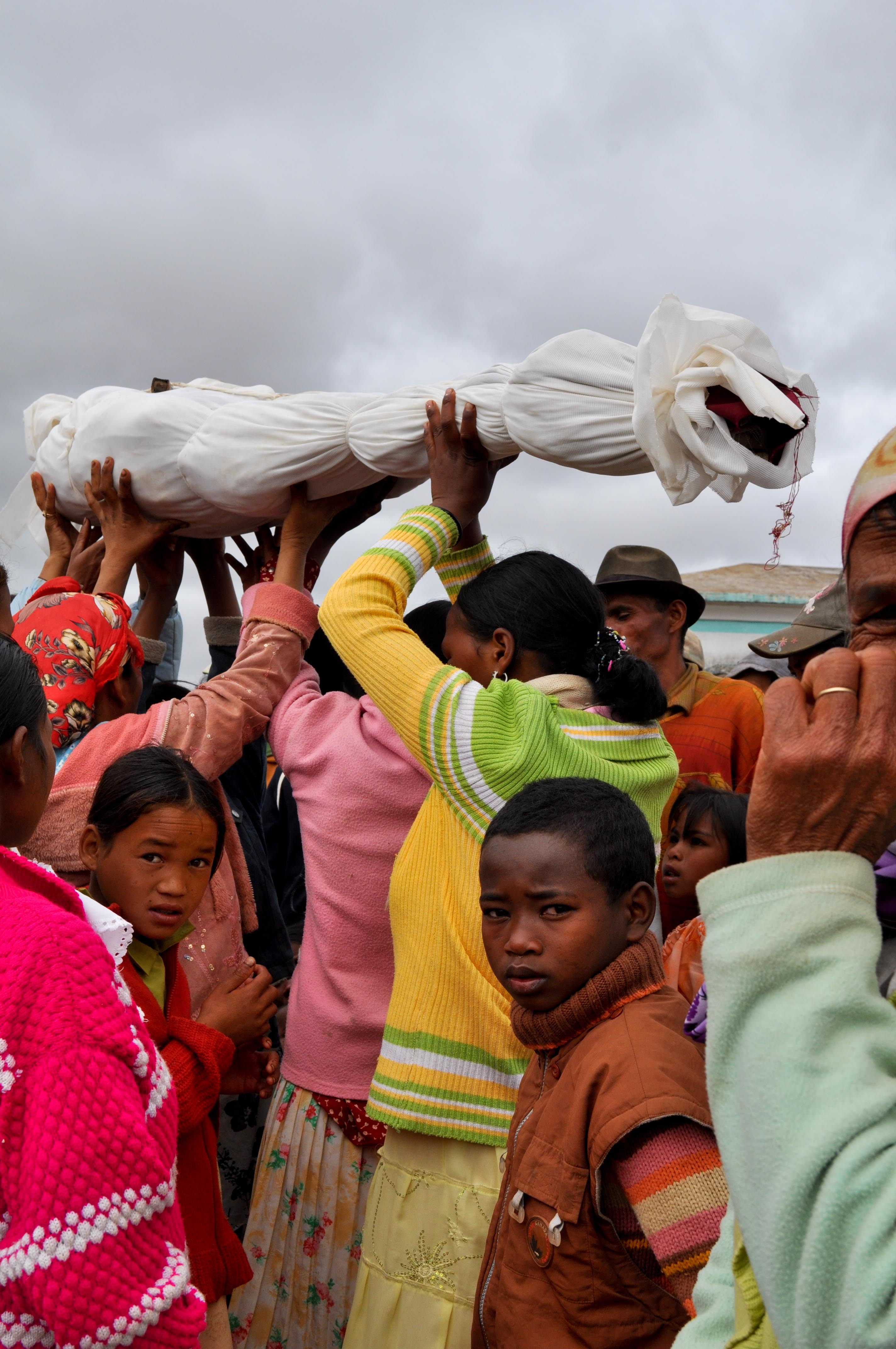
马达加斯加的翻尸换衣重新安葬仪式

马达加斯加约有半数人口信奉传统宗教，这些信仰主要强调生者与祖先（razana）之间的联系。在祖先崇拜的影响下，建筑陵墓的现象十分普遍，生活在高地的人们还会实行“翻尸换衣仪式”（famadihana），将已故亲人的遗体挖出，用新的丝绸重新包裹后再次下葬（洗骨葬）。为了参加这一仪式缅怀敬爱的祖先，家人或社区重新团聚在一起，并享受节日的喜庆气氛。仪式期间还经常会邀请附近村庄的村民参加，聚会现场有食物和酒供应，还会有传统剧团或其他音乐娱乐节目表演。人们还通过继续遵守往生者的忌讳来表达他们对祖先的尊重。人们普遍认为，通过这些方式孝敬祖先，他们在九泉之下就可能会保佑自己获得更好的生活。与之对应，人们往往认为不幸正是因忽视祖先的愿望和记忆带来的报应。当地还会用献祭瘤牛这一传统方式来安抚祖先或是表达敬意。此外，马达加斯加人的传统宗教还相信有一位创世主，名为扎卡里（Zanahary）或是安德里亚马尼特拉（Andriamanitra）:13-20。
马达加斯加人中也有近半数是基督徒，其中新教略多于天主教。1818年，伦敦传道会派来首批基督传教士，他们建造教堂，把《圣经》翻译成马达加斯加语，并且很快就开始有了信众。1835年，女王腊纳瓦洛娜一世开始对岛上的基督徒加以迫害，试图给欧洲政治和文化对岛上的影响划上句点。1869年，女王腊纳瓦洛娜二世皈依基督教，鼓励其传教活动，还烧毁传统王室护身符，代表自己与传统信仰的决裂:437。
如今，许多基督徒已经将其宗教信仰与传统中尊敬祖先的部分相结合。例如，他们可能会先在教堂祝福死者，然后再进行传统葬礼，或是邀请基督教牧师为翻尸换衣仪式祝圣。马达加斯加教会理事会中包含有四个最古老且最具影响力的基督教派（天主教會、马达加斯加耶稣基督教会、信义会和圣公会），在该国政坛已经有一定的影响力。
伊斯兰教和印度教也在岛上传播。伊斯兰教最初是早在中世纪时由阿拉伯和索马里穆斯林商人引入，他们沿东海岸建立了多所伊斯兰学校。虽然使用的这些阿拉伯文字和外来词都会通过伊斯兰占星术传遍全岛，但伊斯兰教还是只在东南沿海地区获得屈指可数的信众。如今，穆斯林约占马达加斯加总人口的7%，并且大部分集中在西北部的原马哈赞加省和安齐拉纳纳省地区。这些穆斯林又在种族上分成马达加斯加人、印度人、巴基斯坦人和科摩罗人。19世纪末期，从印度索拉什特拉地区移民马达加斯加的古吉拉特人把印度教带到了岛上。大部分印度教徒在自己家里都会说古吉拉特语或是印地语。

## 文化
马达加斯加为数众多的族群中，每一个都坚持各自一套经历史促成的独特信仰、习惯和生活方式。但还是有一些核心文化特征在全岛上都很常见，形成一种强烈统一的马达加斯加文化特征。除了语言相通，并且都认同创世主和祖先崇拜的传统宗教信仰外，传统的马达加斯加人世界观都带有强调“团结互助”（fihavanana）、“命运”（vintana）、“因果报应”（tody）和“哈西纳”（hasina）的烙印，其中“哈西纳”指的是一种神圣的生命之力，传统社会相信正是这样的力量让社区和家庭中的某位或某些成员成为权威人物。岛上常见的其他文化要素还包括男性包皮环切、强烈的亲属关系，对于魔法、占卜、占星术和巫医能力的普遍信仰，以及将人的社会阶层划分成贵族、平民和奴隶的传统:13-20。虽然法律上已不再承认社会种姓，但一个人先祖所属的种族往往会对其社会地位、经济机遇以及在社会中起到的作用产生影响。马达加斯加人传统上会通过日期占卜（Mpanandro）来确认举办像婚礼、翻尸换衣仪式这类最重要活动的吉日，这种占卜方法又是根据阿拉伯人带来的占星术进行。与之类似的是，殖民时代前有许多贵族都会聘请人称（意为“拥有很多美德的人”）的顾问，这些顾问来自东南部的安泰莫罗族裔群体，其祖先可以追溯到早期阿拉伯移民。
马达加斯加文化也通过多种途径体现出其多元化的起源。例如该国最具象征性的乐器是一种竹管制成的齐特拉琴，起初是由来自南加里曼丹省的移民带到岛上来，并且与如今印度尼西亚和菲律宾的同类乐器非常相像。马达加斯加的传统房屋也在象征意义和建筑风格上与南加里曼丹省类似，布局为矩形，配有尖顶和中部的支柱。陵墓在许多地区的文化中占有重要地位，通常会使用像石材之类较为耐用的材料修筑，并且在装饰上往往比在生者的房屋更加精细，体现出对祖先的普遍尊重。丝绸的生产和织造可以追溯到岛上最早的定居者，马达加斯加的民族服饰兰巴（lamba）已经发展成多样化的精致艺术品:12。马达加斯加菜中体现出东南亚的文化影响，人们几乎每一顿都会进食大米，通常还会伴随着各种风味的蔬菜或肉类菜肴一起食用:312。瘤牛的神圣性和重要性及其主人财富的代表性体现出非洲的文化影响，这些传统源于非洲大陆。偷牛原本是保有最大规模牛群的马达加斯加平原地区年轻人的成年仪式，但这一仪式已经演变成一种危险，有时甚至是致命的犯罪活动，西南部的牧民试图使用传统的长矛来保护自己的牛群，对抗武装日益精良的专业偷牛贼。

### 艺术

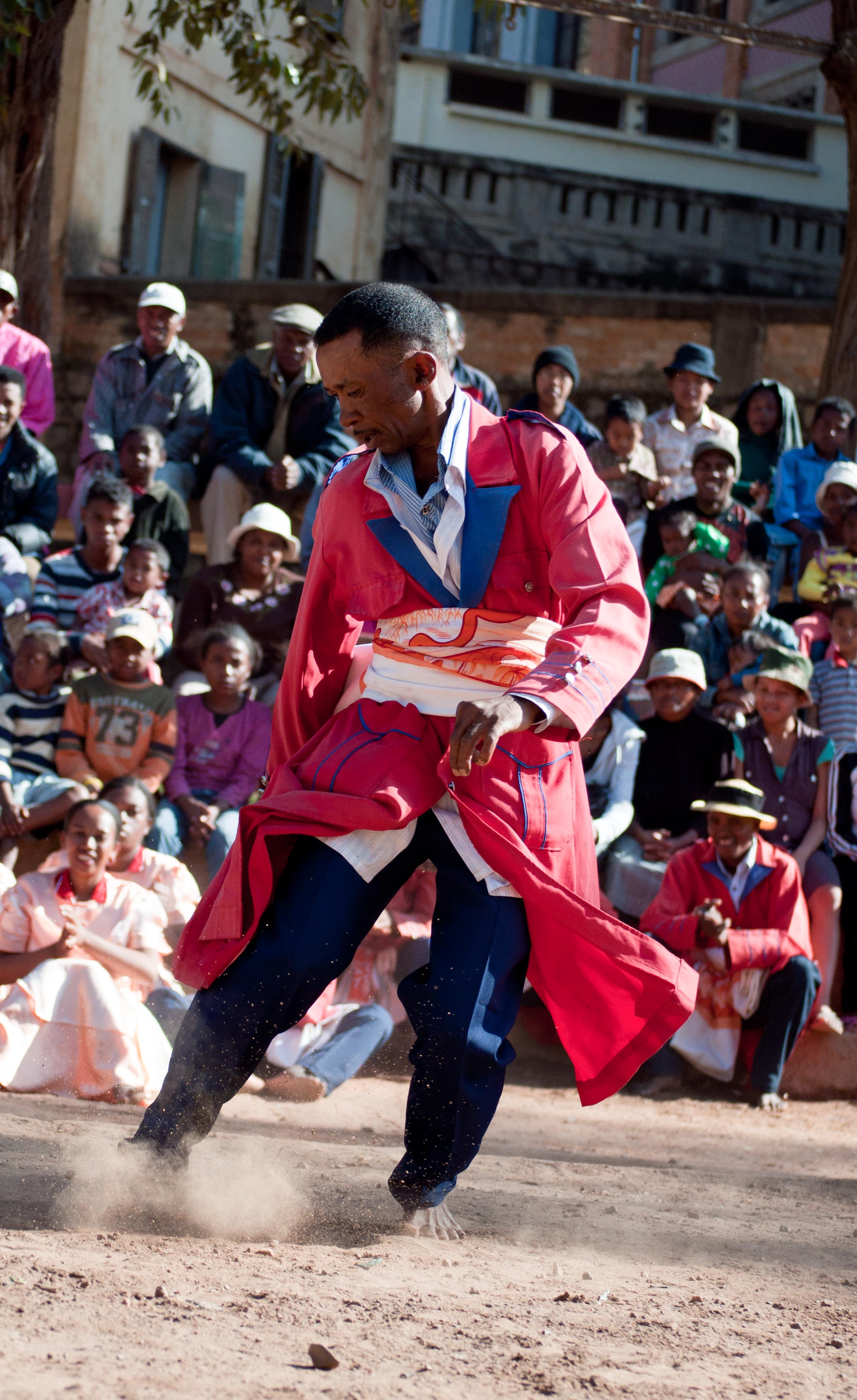
马达加斯加的传统舞者

马达加斯加有着范围广泛的听觉艺术传统，演讲术是岛上的首要艺术传统之一，通过诗（hainteny）、公开演说（kabary）和谚语（ohabolana）加以表现。《埃博尼亚》（Ibonia）是一首通过例证说明这些传统的叙事史诗，已经在岛上流传数百年之久，出现多个不同的版本，提供一扇洞察马达加斯加社会神话和传统信仰的窗口。这一传统还在20世纪经让·约瑟夫·拉贝阿利维洛（Jean-Joseph Rabearivelo）和埃利·拉乔纳里松（Elie Rajaonarison）等多位艺术家之手得以延续，其中拉贝阿利维洛被视为非洲的第一位现代诗人，而拉乔纳里松则是马达加斯加诗歌新浪潮中的典范人物。马达加斯加还有着丰富的音乐遗产，有数十种地区性的音乐风格，例如沿海地区的“沙拉吉”（salegy）、高地的“希拉加西”（hiragasy），在乡村聚会、地方舞蹈场所和全国性的节目中都可以看到。
造型艺术也在岛上随处可见。除了传统的丝绸织造和兰巴制作外，人们还使用拉菲草棕榈和其他地方植物材料制作各种实用商品，如地毯、篮子、钱包和帽子。木雕作为一种艺术形式在岛上已相当发达，阳台、栏杆等建筑元素的装饰呈现出明显不同的区域风格。雕塑家还创造出多种家具和家居用品，如“阿罗阿罗”丧葬品、木雕等，其中许多就是针对旅游市场制作。中部高地扎菲马尼里人（Zafimaniry）的装饰和功能性传统木工于2008年入选联合国教科文组织的非物质文化遗产名单。
安泰莫罗人有着在制作纸纸时嵌入鲜花和其它天然装饰材料长期传统，目前这种产品已经开始推向生态旅游市场。经手工刺绣和抽纱制作的服装、桌布和其它家用纺织品会在地方手工艺品市场销售。塔那那利佛和其他多个城市开始出现美术画廊，提供当地艺术家的画作，这些画廊数量虽少，但一直在增长。每年举办的艺术活动，如首都的霍索特拉（Hosotra）露天展览，促进马达加斯加美术的持续发展。

### 体育和休闲
马达加斯加有着多种传统的消遣方式。是一种传统上由男性参加的肉搏体育比赛，在沿海地区比较流行，不过近年来女性也开始参与。许多地区还存在一种人称，与瘤牛摔跤的运动:87。除运动外，岛上还流行多种游戏。其中最具代表性的就是迂棋，这是一种在高地区域非常普遍的棋盘游戏。据民间传说记载，安德里安贾卡之所以能够继续父亲拉兰博的王位，部分就是因为他的哥哥可能因沉迷于迂棋而没能尽到自己的职责。
西方的休闲活动也在过去两个世纪内传入马达加斯加。橄榄球就成为马达加斯加的民族体育项目。马达加斯加曾拿下过地掷球的世界冠军，这一运动源于法国，与草地滚球类似，在该岛上的城市地区和整个高地区域都很普遍。学校体育课程通常包括足球、田径、柔道、拳击、女子篮球和女子网球。马达加斯加于1964年首度派出运动员参加奥运会，还参加了非洲运动会。该国还有三个童军运动俱乐部，截至2011年时，其成员估计达到1万4905人。